# San Martín (Francia)
San Martín (en francés, Saint-Martin) es una colectividad de ultramar francesa situada en el Caribe. Ocupa unos 53.2 km² de la zona norte de la isla de San Martín y otros islotes cercanos, el más grande de los cuales es la isla Tintamarre. Limita al sur con la nación constituyente homónima del Reino de los Países Bajos.
Este territorio adquirió su actual estatus el 22 de febrero de 2007, cuando junto a San Bartolomé, fue separado del departamento de ultramar de Guadalupe. Según el Tratado de Lisboa, es una región ultraperiférica de la Unión Europea. Forma parte del Caribe francófono.

## Etimología
El nombre de la isla le fue otorgado por Cristóbal Colón, quien descubrió la isla durante su segundo viaje a América el 11 de noviembre de 1493, fecha de la fiesta en honor a Martín de Tours, santo de la Iglesia católica.

## Historia
Aunque fue descubierta por una expedición española encabezada por Cristóbal Colón en 1493, A partir de 1624, procedentes de la cercana isla de San Cristóbal, los franceses se instalaron en la costa oriental de San Martín en un lugar llamado "Orleans" para cultivar tabaco. En septiembre de 1629, tras el ataque de los españoles a la isla de San Cristóbal, tres semanas después de su huida, los franceses llegaron a la isla de San Martín.

### Desde elSigloXVII
Fue la presencia de una vasta extensión de salinas llamada "estanque de Groote zoutpan" lo que motivó la ocupación de la isla de San Martín en julio de 1631, cuando los neerlandeses (Provincias Unidas de los Países Bajos) construyeron un fuerte con una treintena de hombres y cuatro piezas de artillería en el actual emplazamiento del Fuerte de Ámsterdam, en la península de la Grande-Baie, al sur de la isla, para poder instalar las "grandes salinas holandesas".

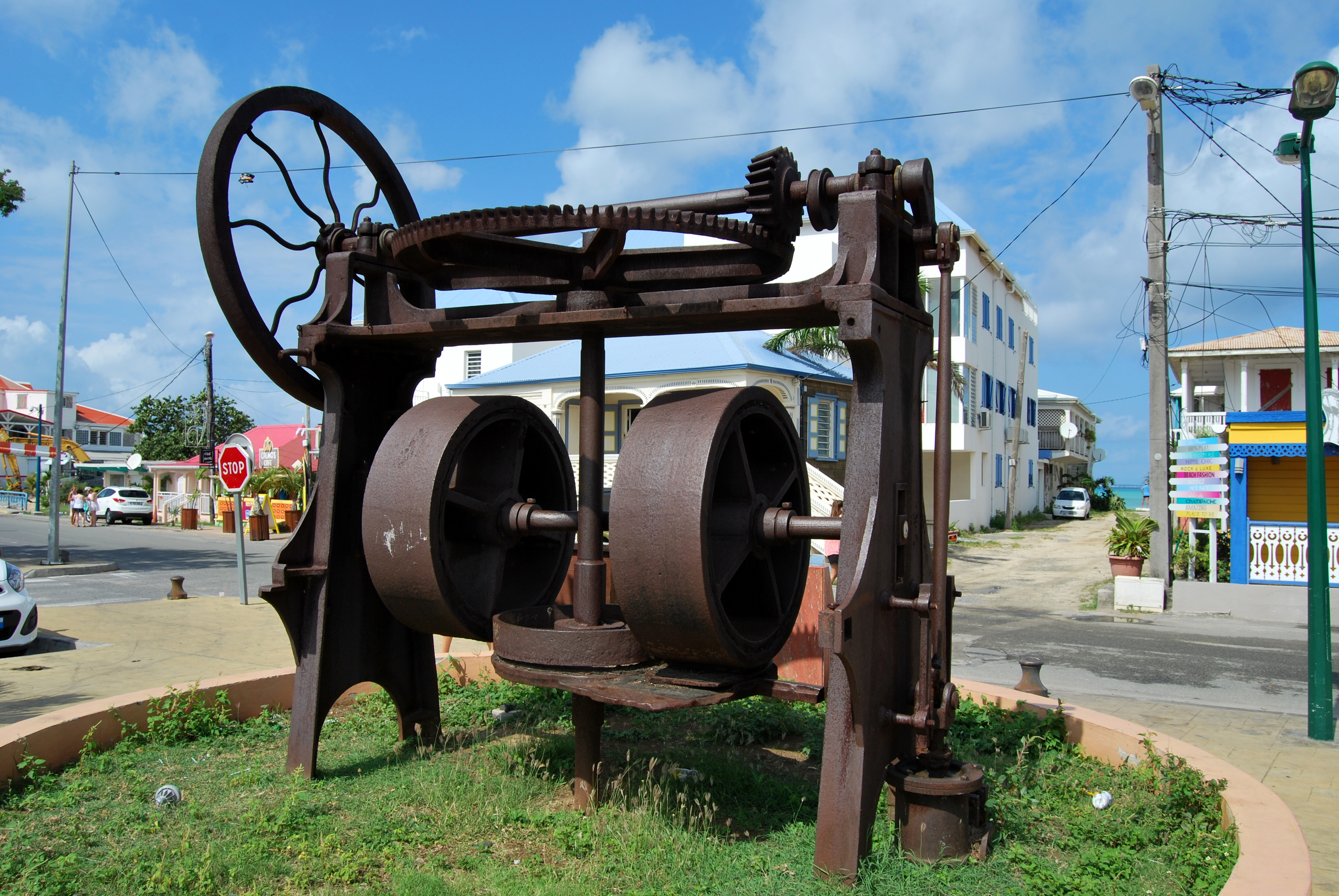
El Antiguo Molino de Grand-Case

Siete años más tarde, una armada española capturó la isla en 1638 tras un largo asedio al fuerte holandés, pero la desnutrición hizo que la guarnición española de 250 soldados y unos 50 auxiliares evacuara la isla diez años más tarde tras destruir e incendiar todos los edificios. Entretanto, el 12 de febrero de 1635 se funda la Compañía de las Islas de América, que sustituye a la Compañía de San Cristóbal creada nueve años antes por el cardenal Richelieu. Los franceses a su servicio cultivaban entonces el tabaco en la parte oriental de la isla a pesar de la presencia de la guarnición española en el sureste.
A finales del invierno de 1644, Peter Stuyvesant, el gobernador holandés de Curazao, fue enviado a atacar el fuerte español de San Martín. Durante el asedio, se le amputó la pierna derecha de un disparo y tuvo que levantar el asedio después de cuatro semanas y regresar a Curazao en abril de 1644.
A su regreso, encontró a unos 450 empleados de la Compañía de las Indias Occidentales que se habían refugiado en Curazao tras la ofensiva portuguesa en Maranhão, donde habían capturado la ciudad principal de São Luis el 28 de febrero de 1644. La mayoría de estos 450 refugiados estaban dirigidos por David Adam Wiltschut, antiguo comandante militar de Curazao.
El año 1648 fue testigo de la salida de los españoles, especialmente después del 23 de marzo, cuando se firmó el Tratado de Concordia entre los franceses y los holandeses. Parte de la isla de San Martín quedó entonces bajo el control de la colonia francesa de San Cristóbal, que había enviado allí 300 hombres. Según el artículo 5 del Acuerdo de 1648, los habitantes de la parte francesa de la isla sólo tenían derecho a la sal "para satisfacer sus necesidades", mientras que la explotación comercial estaba reservada a la parte neerlandesa de la isla, que estaba en mejores condiciones de obtener beneficios. En 1651-1665, la parte francesa de la isla de San Martín estaba bajo el control de los Hospitalarios de la Orden de San Juan de Jerusalén.
Un cuarto de siglo más tarde, de 1672 a 1679, le tocó el turno a una ocupación inglesa temporal, durante la guerra de los Países Bajos, y el 22 de junio de 1676 un ataque de una escuadra holandesa desde la playa de la Bahía Oriental, con 1.200 soldados, asoló la parte francesa, como habían hecho en Cayena y María Galante.
Luego, a partir de 1689, los ingleses evacuaron a los habitantes franceses a San Cristóbal al comienzo de la guerra de la Liga de Augsburgo, que terminó en 1697 con la Paz de Ryswick, tratado por el que se permitió a los habitantes franceses regresar a San Martín.

### Desde elSigloXVIII
En 1703, durante la guerra de sucesión española, el gobernador de la isla holandesa de San Eustaquio, situada a sólo tres leguas de San Cristóbal, expulsó a los franceses.

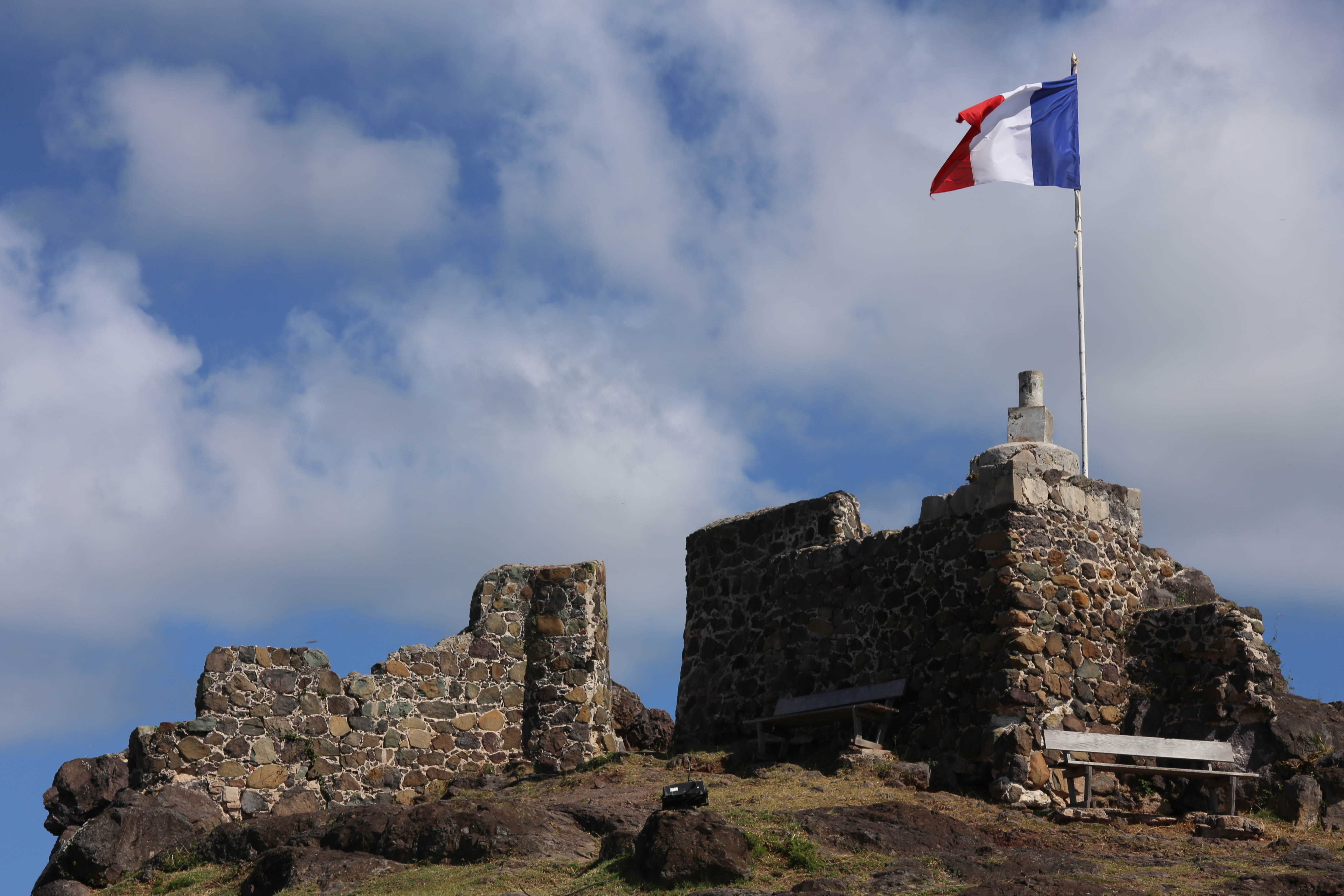
El Fuerte Louis (Fort Louis) terminado en 1789

En 1717, la isla fue reconquistada por una fuerza expedicionaria francesa, pero el tratado de neutralidad franco-holandés de 1734 disgustó a los ingleses y la isla, de 1740 a 1748, fue saqueada por las tropas británicas de Anguila, que utilizaron como pretexto la guerra de sucesión austriaca. John Philips, el gobernador de la parte holandesa, violó el tratado de 1734 al dejar que las tropas británicas desembarcaran para atacar a los franceses por la espalda. Toda la población francesa fue expulsada de la isla, para volver después de la paz tras el Tratado de Aix-la-Chapelle (1748).
Dos años más tarde, en 1750, se construyó el fuerte Louis, que domina el pueblo de Marigot y su bahía.
En la guerra de los Siete Años, de 1756 a 1763, se produjeron incursiones británicas en Anguila, y en el siguiente gran conflicto militar, la guerra de Independencia de los Estados Unidos, de 1781 a 1783, se produjo otra ocupación británica.
En 1794 comenzó una ocupación holandesa, tras la Guerra de la Independencia francesa, pero en 1796 Victor Hugues llegó desde Guadalupe, hizo retroceder a los holandeses y ocupó la zona holandesa. El comisario de la República, Pierre Dormoy, secuestró los bienes de los británicos.
En 1798-1800, Victor Hugues siguió trabajando, pero esta vez para la "cuasi-guerra" entre Francia y Estados Unidos, que termina en 1800, cuando los habitantes se rinden a los británicos al inicio del Consulado.
A finales del siglo XVIII, el cultivo de la caña de azúcar introdujo la esclavitud a la isla, práctica que no se abolió hasta 1848.

### SigloXIX
La isla fue entonces ocupada por los británicos al final de las guerras napoleónicas, de 1810 a 1815, que terminaron con el Tratado de París, una cláusula del cual estipulaba que los británicos devolverían la parte francesa de San Martín a la soberanía francesa. El régimen jurídico existente en Guadalupe pasó entonces a ser aplicable en teoría.

Dos siglos más tarde, el Convenio franco-holandés de 28 de noviembre de 1839 aclaró la aplicación del Tratado de Concordia de 23 de marzo de 1648 en lo que respecta a la caza, la pesca, el uso conjunto de las salinas y la extradición de delincuentes.

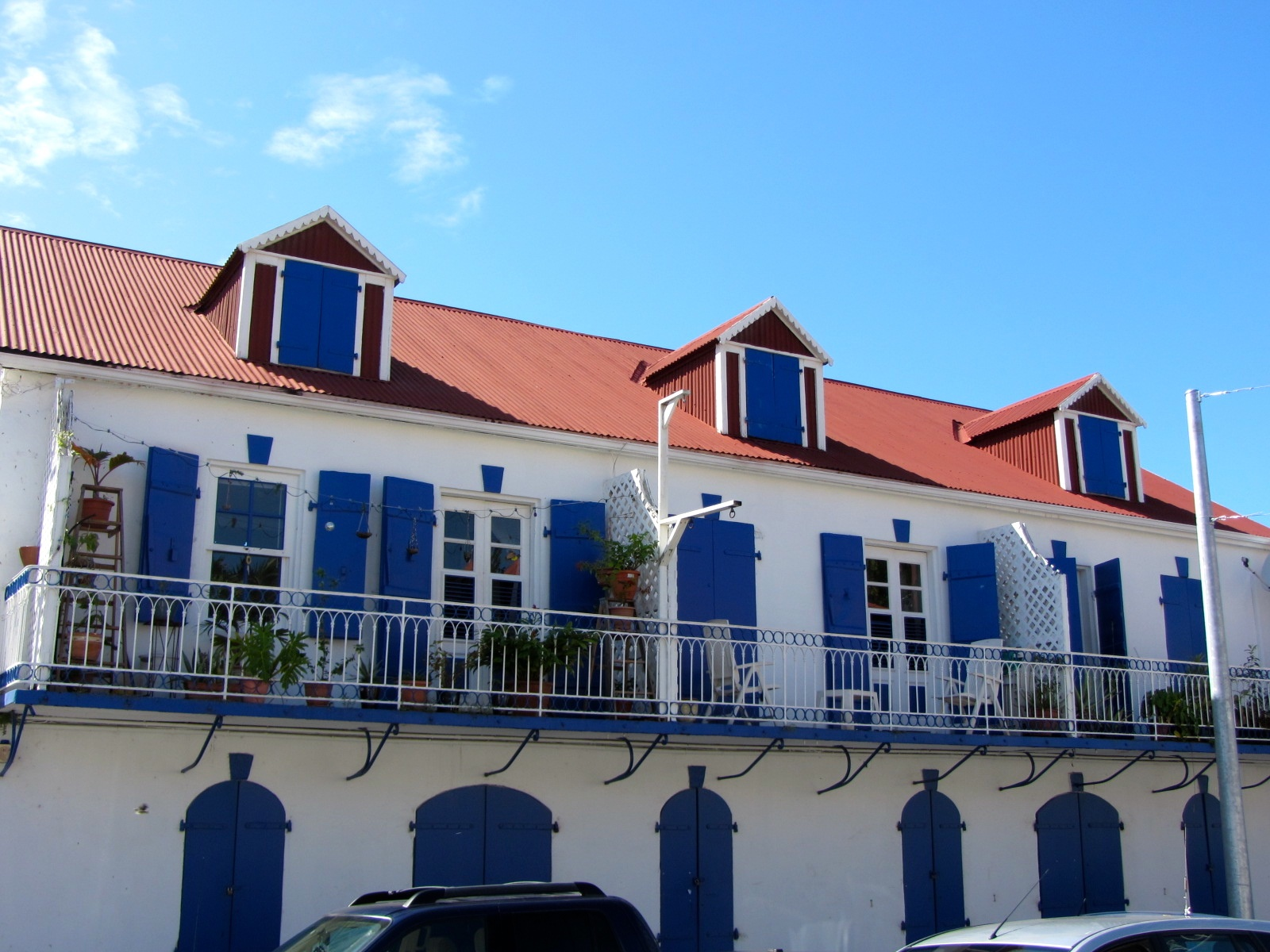
Casa de Estilo Francés en San Martín

En 1848, Mery d'Arcy abrió la primera salina industrial en Grand-Case y Chevrise Pond. Al año siguiente, fue Beauperthuy en las salinas de Oriente y dos años más tarde, ante el aislamiento y la falta de recursos de la isla, el Consejo Privado de Guadalupe adoptó el 11 de febrero una deliberación por la que se aprobaba un decreto que "concedía a la dependencia de Saint-Martin nuevas inmunidades comerciales, así como nuevos favores para fomentar la explotación de sus salinas". Al igual que San Bartolomé, San Martín se benefició del estatus de puerto franco, donde no se cobran derechos de aduana.

### SigloXX
La participación de la población de la isla en las dos guerras mundiales de 1914-1918 y 1939-1945 cambió su vocación. Casi todos los jóvenes se fueron a trabajar a Curazao (petróleo), a la República Dominicana (caña de azúcar), a las Islas Vírgenes estadounidenses o a Estados Unidos, y la influencia norteamericana se hizo cada vez más pronunciada.
La parte francesa fue ocupada por los británicos en julio de 1940, al igual que la parte holandesa tras las derrotas de los ejércitos francés y neerlandés entre mayo y junio de 1940 y la ocupación de ambos países por la Alemania nazi. El inglés se convirtió en la lengua oficial temporalmente, junto con el francés y el neerlandés, para facilitar los intercambios con el ejército británico.
A partir de 1944, los británicos aceptaron que los administradores nombrados por el General de Gaulle gestionaran la parte francesa. Como resultado, en julio de 1944, los soldados británicos comenzaron a marcharse, sustituidos por las fuerzas del gobierno provisional de la República Francesa, y en 1945, entre junio y noviembre, los soldados británicos y estadounidenses se marcharon por completo.

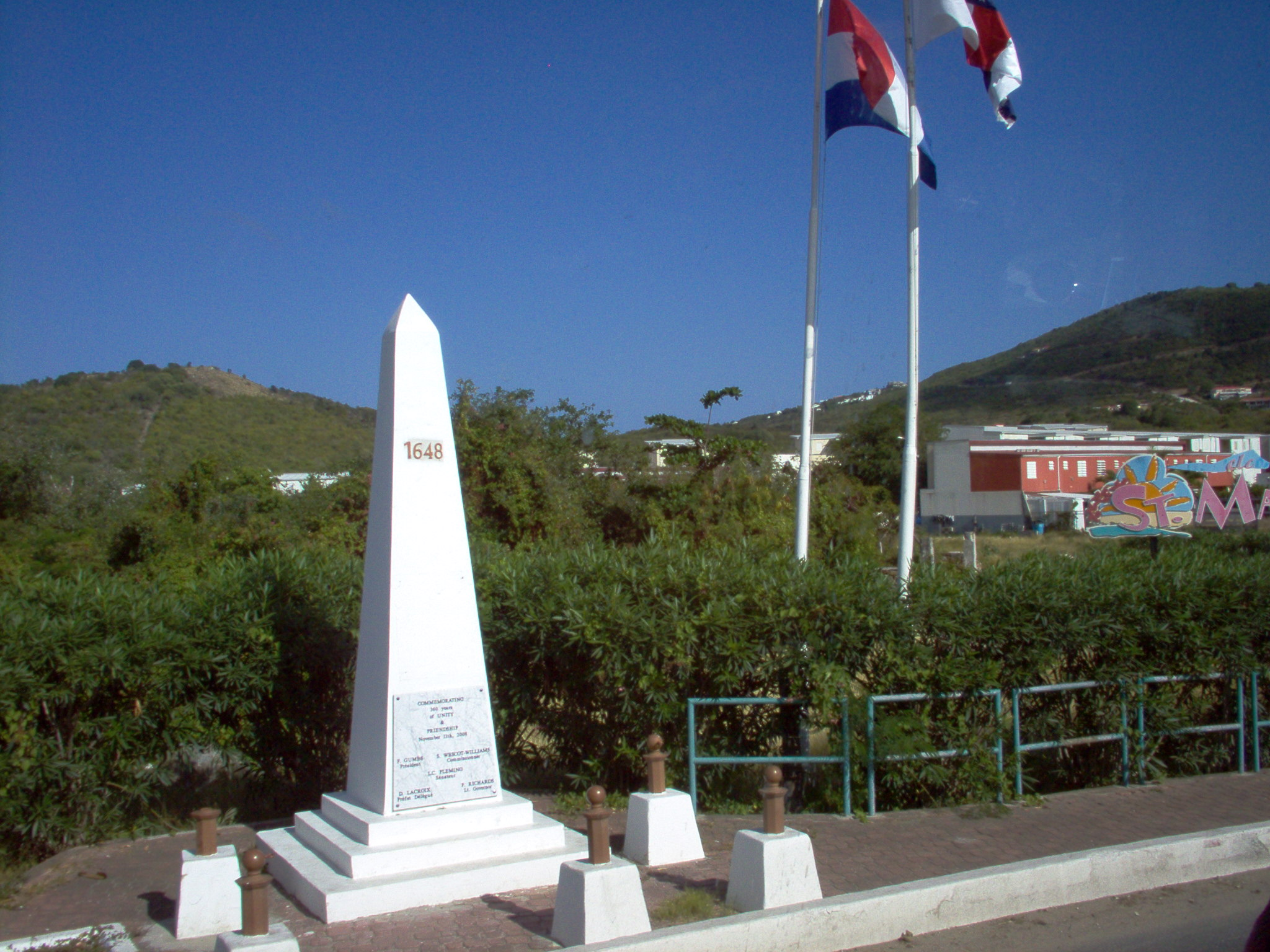
El Obelisco de la Frontera (Obélisque de la frontière) terminado en 1948, marca los límites entre la parte francesa y neerlandesa de San Martín

En 1963, la isla se convirtió en una subprefectura y vio el comienzo de la electrificación, así como la llegada del primer establecimiento bancario (Crédit Agricole). En 1965 se inició la industria turística, lo que provocó la fundación de la primera planta desalinizadora. El aeropuerto de Grand-Case se inauguró en 1972, pero no fue hasta 1979 cuando se emitió la primera televisión francesa y hasta 1981 cuando llegó el avión supersónico Concorde.
La votación en 1985 de una ley de exención de impuestos provocó un fuerte auge económico.
Diez años después, el 5 de septiembre de 1995, la isla fue devastada por el huracán Luis, seguido de una reconstrucción. El 3 de septiembre de 1998 se creó una reserva marina natural.
El 17 de mayo de 1994 se firmó un tratado entre el Reino de los Países Bajos y la República Francesa sobre el control de las personas que entran en San Martín por los aeropuertos.

### SigloXXI
En 2003, la isla sufrió una depresión económica causada por la Invasión de Irak. En medio de este contexto, en el referéndum del 7 de diciembre de 2003, el 76,17% de los votantes se pronunció a favor de transformar su municipio en una colectividad de ultramar (en virtud del artículo 74 de la Constitución). La ley orgánica de creación de la colectividad de ultramar se promulgó el 21 de febrero de 2007. El 1 de julio se celebró la primera vuelta de las primeras elecciones territoriales de la historia de San Martín, a las que concurrieron cinco listas. En la segunda vuelta, el 8 de julio, la lista de Louis-Constant Fleming obtuvo 16 de los 23 escaños del consejo territorial con el 49% de los votos. El consejo se instaló el 15 de julio con L.-C. Fleming como presidente. El primer presidente de la entidad local fue declarado inelegible un año después por el Conseil d'Etat a raíz de las irregularidades en su cuenta de campaña y perdió su puesto de presidente del COM. Fue sustituido por Frantz Gumbs.

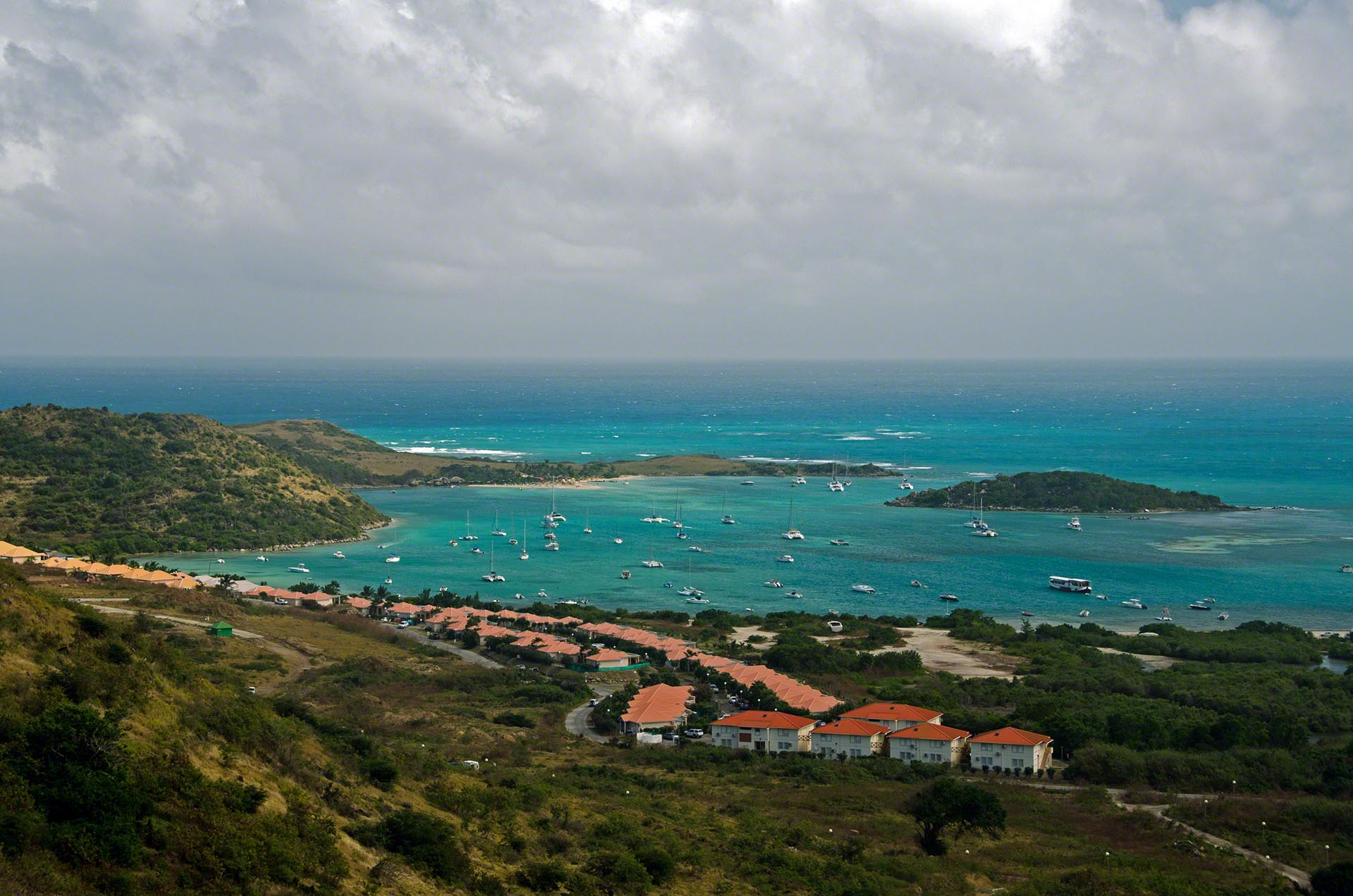
Cul de Sac, San Martín en 2011

El 1 de agosto de 2007 entró en vigor el Tratado entre el Reino de los Países Bajos y la República Francesa sobre el control de las personas que entran en San Martín por los aeropuertos.
El 6 de septiembre de 2017, San Martín se encontraba en la trayectoria del huracán Irma, uno de los huracanes más fuertes jamás registrados en el Océano Atlántico Norte, con un rango de cinco en la escala Saffir-Simpson. La superficie afectada se estimó en unos 335.000 kilómetros cuadrados, y su ojo en unos 50 kilómetros cuadrados. La isla fue muy afectada, estaba tan devastada que los servicios públicos dejaron de funcionar. El 9 de septiembre, la Caja Central de Reaseguros estimó los daños en unos 1.200 millones de euros. Según el Ministerio del Interior10, el 95% de las viviendas se vieron afectadas y el 60% eran inhabitables. El 8 de septiembre llegaron los primeros suministros de ayuda desde la Francia continental. Los recursos militares fueron importantes: no menos de 1.100 especialistas: médicos, logistas, electricistas, etc., incluyendo 600 de la Sécurité civile y 400 gendarmes. Pero también, de forma más amplia, todos los recursos del ejército, la fuerza aérea, la marina nacional, la gendarmería, la seguridad civil y numerosas asociaciones. El 14 de septiembre, Philippe Gustin, prefecto, fue nombrado delegado interministerial para la reconstrucción de las islas de San Bartolomé y San Martín.

## Política y gobierno

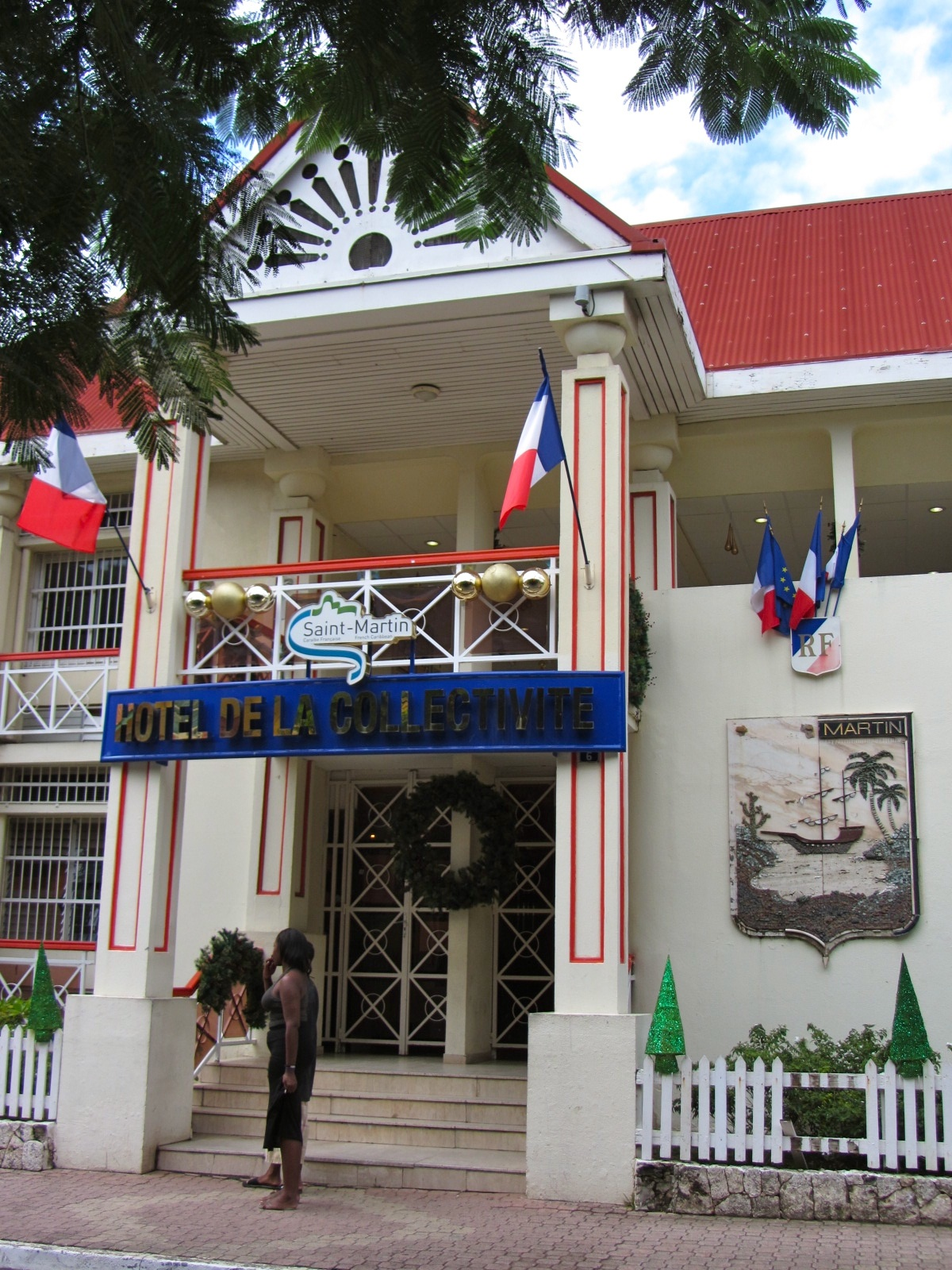
Sede del Gobierno de San Martín (Hotel de la Collectivite)

San Martín fue durante muchos años una comuna francesa que formaba parte de Guadalupe, que es una región de ultramar y departamento de ultramar de Francia y está por lo tanto en la Unión Europea. En 2003 la población de la parte francesa de la isla votó a favor de la secesión de Guadalupe para formar una colectividad de ultramar (COM) de Francia separada. El 9 de febrero de 2007, el parlamento francés aprobó un proyecto de ley que otorgó el estatus de COM tanto a la parte francesa de San Martín como la vecina San Bartolomé. El nuevo estatus entró en vigor cuando la ley fue publicada en el Diario Oficial el 22 de febrero de 2007.
San Martín es parte de la Unión Europea[cita requerida]. El Tratado de Lisboa, que no es aún de obligatoriedad jurídica, establece que San Martín forma parte de la UE. San Martín es el punto más al oeste de la UE.
La nueva estructura de gobierno adecuada para una colectividad de ultramar entró en vigor el 15 de julio de 2007 con la primera sesión del Consejo Territorial (en francés: Conseil territorial) y la elección de Louis-Constant Fleming como presidente del Consejo Territorial. El 25 de julio de 2008 Fleming renunció después de ser sancionado por el Consejo de Estado durante un año por problemas con su campaña de las elecciones de 2007. El 7 de agosto, Frantz Gumbs fue elegido presidente del Consejo Territorial.
Antes de 2007, San Martín tenía el código GP (Guadalupe) en el ISO 3166-1. En octubre de 2007, recibió el código ISO 3166-1 MF (código alfa-2), MAF (código alfa-3), y 663 (código numérico).
| Union pour le Progrès/UMP (Union pour le Progrès, Louis Constant-Fleming)                       | 2829 | 40,35  | 3753 | 48,96  | 16 |
| Rassemblement responsabilité réussite (Rassemblement responsabilité réussite, Alain Richardson) | 2237 | 31,90  | 3231 | 42,15  | 6  |
| Réussir Saint-Martin (Réussir Saint-Martin, Jean-Luc Hamlet)                                    | 767  | 10,94  | 681  | 8,89   | 1  |
| Alliance (Alliance, Dominique Riboud)                                                           | 635  | 9,05   | —    | —      | —  |
| Alliance démocratique pour Saint-Martin (Alliance démocratique pour Saint-Martin, Wendel Cocks) | 544  | 7,76   | —    | —      | —  |
| Total                                                                                           | 7012 | 100,00 | 7665 | 100,00 | 23 |
| Fuentes: RFO1, RFO2                                                                             |      |        |      |        |    |

### Consejo Territorial

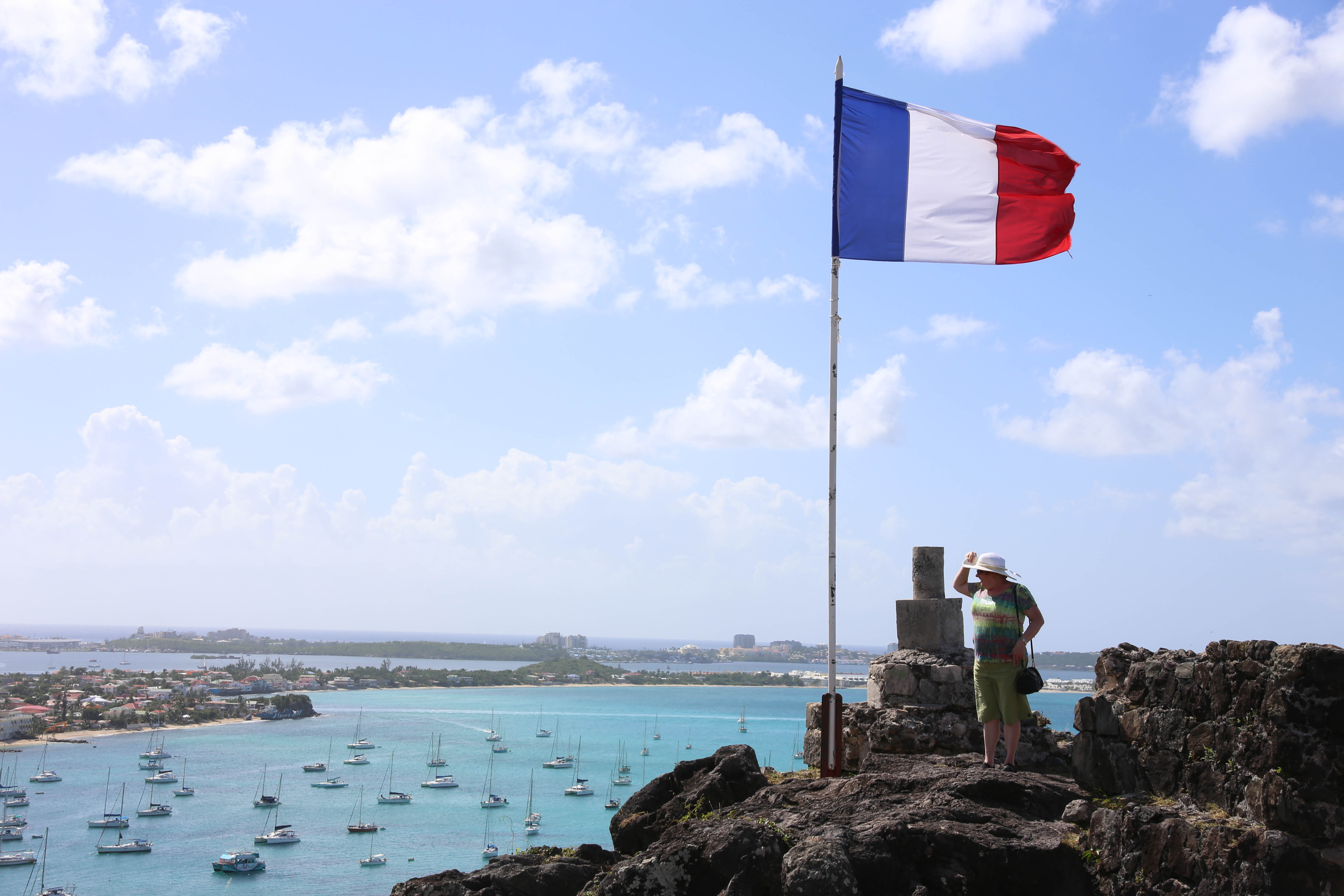
Bandera de Francia en San Martín

El Consejo Territorial de San Martín es la única asamblea deliberante que gobierna la colectividad de ultramar de San Martín en las Antillas francesas.
El Consejo Territorial de Saint-Martin se compone de 23 escaños elegidos por cinco años según un sistema mayoritario mixto: un sistema de representación proporcional plurinominal combinado con una bonificación de la mayoría de un tercio de los escaños asignados a la lista principal, si es necesario en dos rondas de votación. Los electores votan por una lista cerrada de 26 candidatos, sin ninguna combinación ni voto preferencial. Las listas deben respetar la paridad incluyendo alternativamente un candidato de cada sexo.
En la primera vuelta, la lista que obtiene la mayoría absoluta de los votos emitidos y un número de votos igual a la cuarta parte de los votantes inscritos gana la prima de mayoría, es decir, ocho escaños. A continuación, los escaños restantes se distribuyen de forma proporcional según la regla de la media más alta entre todas las listas, incluida la que quedó en primer lugar.
Si ninguna lista ha obtenido la mayoría absoluta, se organiza una segunda vuelta entre todas las listas que hayan obtenido al menos el 10% de los votos emitidos en la primera vuelta. No obstante, las listas que hayan obtenido al menos un 5% podrán fusionarse con las que puedan continuar. Si sólo una o ninguna lista ha alcanzado el umbral del 10% requerido, las dos listas que quedaron en primer lugar en la primera ronda se clasifican automáticamente. Tras el recuento de los votos, los escaños se distribuyen según las mismas reglas que en la primera vuelta, con las únicas diferencias de que la prima de mayoría se concede a la lista principal, haya obtenido o no la mayoría absoluta y los votos del 25% de los votantes inscritos, y de que los escaños se distribuyen únicamente entre los partidos que compiten en la segunda vuelta.

### Estatuto y Representación

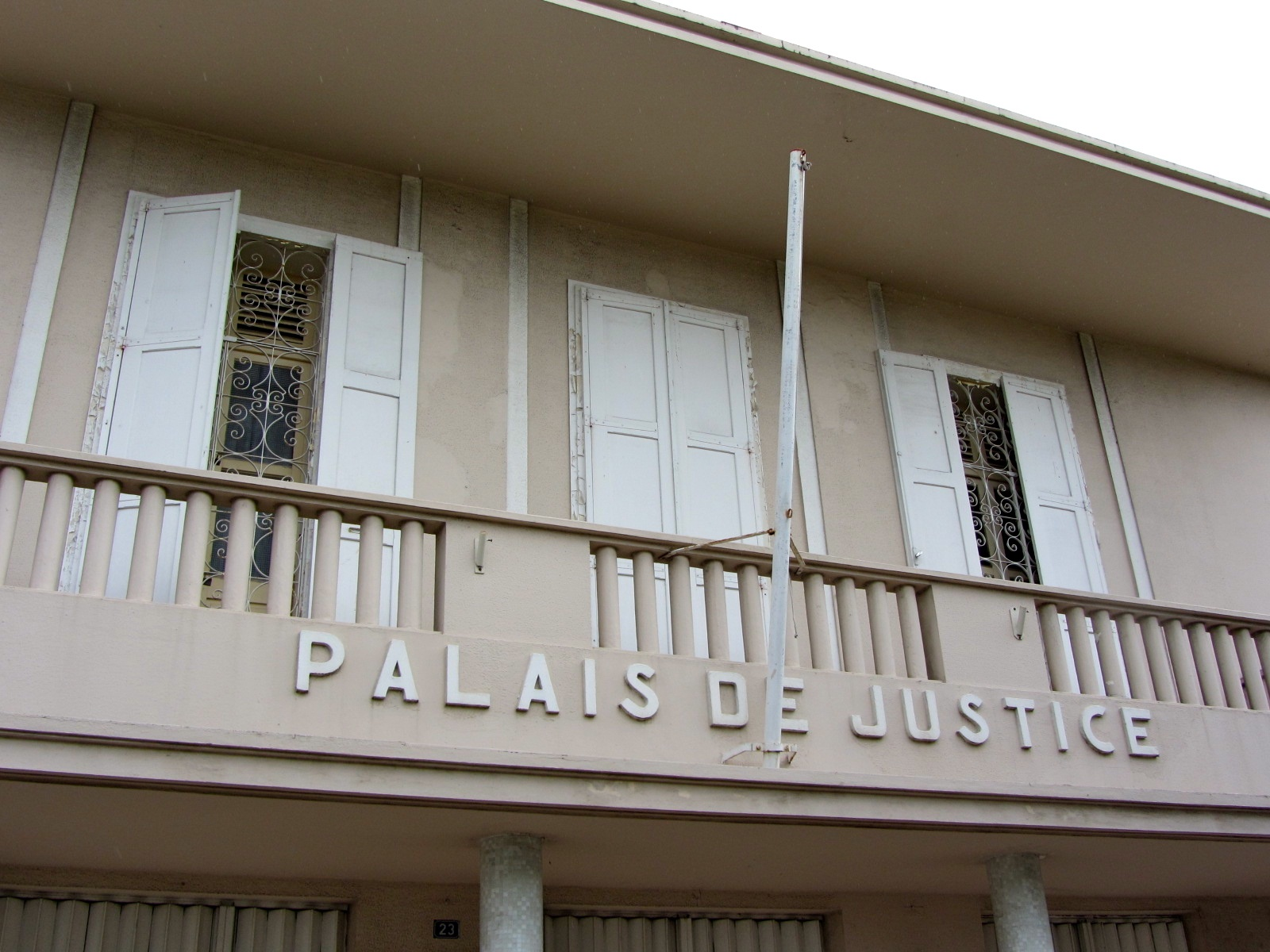
El Palacio de Justicia (Palais de Justice) en Marigot

Junto con la isla de San Bartolomé (Saint-Barthélemy), Saint-Martin formaba el 3.er distrito de Guadalupe (las Islas del Norte), que no tenía una ciudad principal. En el referéndum del 7 de diciembre de 2003, con una participación del 44,1%, más de las tres cuartas partes de los votos emitidos (76,17%) fueron favorables a que el municipio se convirtiera en una colectividad de ultramar (COM). La ley orgánica que crea la nueva comunidad fue aprobada por el Parlamento el 7 de febrero de 2007 y entró en vigor el 15 de julio de 2007.
San Martín (Antillas Francesas) tiene el estatus de región ultraperiférica y, por tanto, forma parte de la Unión Europea. En cambio, su vecina neerlandesa San Martín (que se separó de la Federación de las Antillas Neerlandesas para convertirse en un Estado autónomo dentro del Reino de los Países Bajos el 10 de octubre de 2010) ha optado por el estatus europeo de País y Territorio de Ultramar (PTU) y, por tanto, no forma parte de la Unión.
Administrativamente, antes de la reforma estatutaria de 2007, sólo comprendía un municipio, dividido en dos cantones electorales. Desde la reforma, se han suprimido la comuna y los dos cantones.
El representante del Estado francés es el prefecto de Guadalupe; está asistido por un prefecto delegado (préfet délégué), que reside en Saint-Martin; una sucursal de la prefectura se encuentra en Saint-Barthélemy. La sede de la comunidad, la prefectura (representación del Estado) y la mayoría de las administraciones y servicios se encuentran en la ciudad principal de Marigot.
- Senadores por Saint-Martin: El primero fue Louis-Constant Fleming de 2008 a 2013, seguido por Guillaume Arnell de 2014 a 2020 y Annick Petrus desde 2020.
- Diputado por San Martín: Tras la redistribución electoral de 2010, las islas de San Martín y San Bartolomé, que antes estaban incluidas en la 4.ª circunscripción de Guadalupe, están representadas colectivamente en la Asamblea Nacional ( l'Assemblée nationale) por un único diputado elegido en la circunscripción de San Bartolomé y San Martín. Actualmente, se trata de Claire Guion-Firmin (LR), que fue elegida diputada en las elecciones legislativas[37] de 2017.[38]

### Ayuda para la Reconstrucción
El 6 de septiembre, el huracán más fuerte jamás registrado en las Antillas (IRMA) golpeó las islas de San Bartolomé y San Martín. Como consecuencia de este trágico suceso, once personas perdieron la vida, casi el 95% de los edificios resultaron dañados en ambas islas y 7.000 personas huyeron para encontrar refugio en Guadalupe, Martinica o Francia metropolitana.

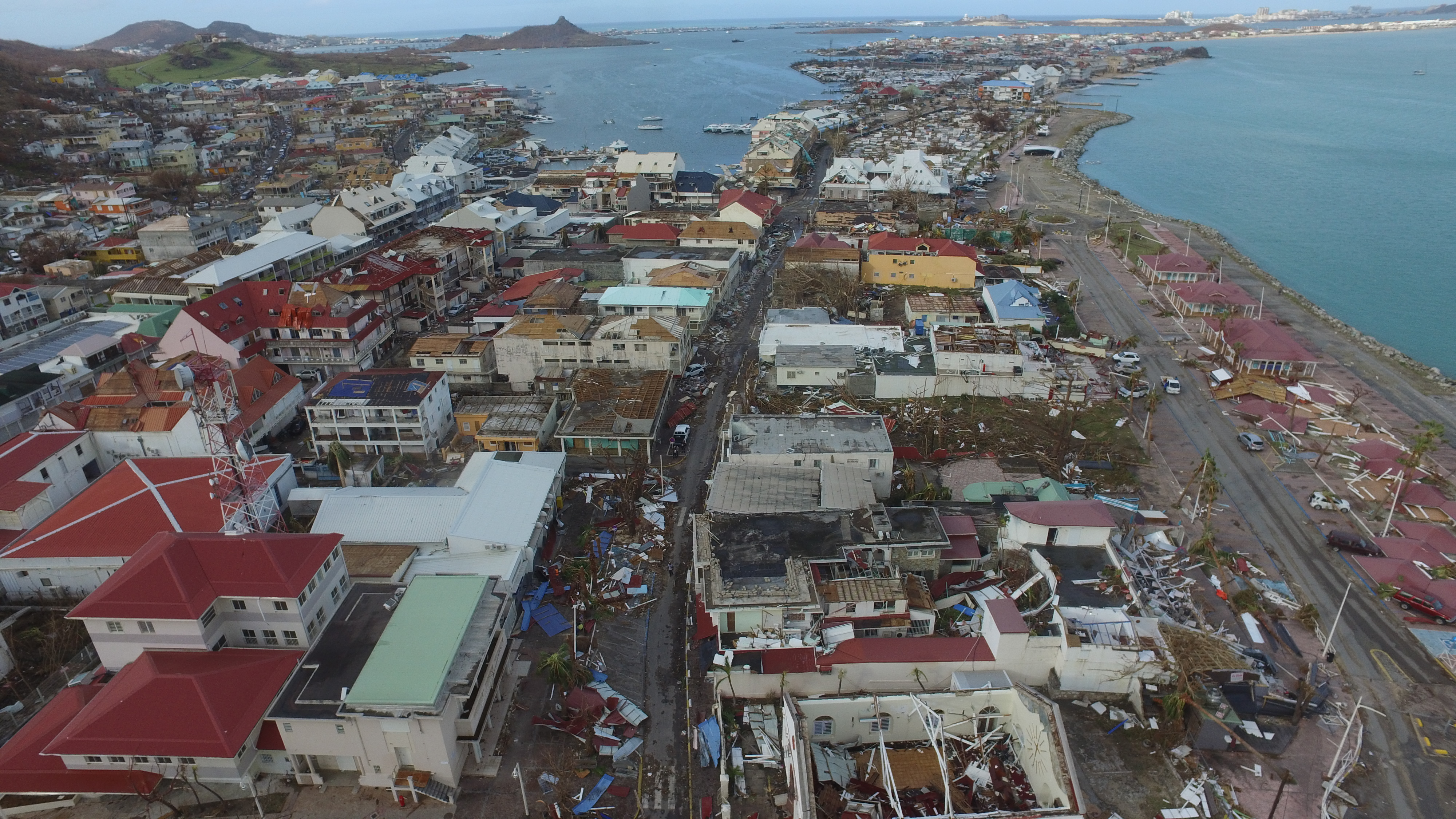
Daños que produjo el Huracán Irma en San Martín

Para hacer frente a esta situación de emergencia y mitigar sus atroces efectos, el gobierno francés estableció un puente aéreo y marítimo sin precedentes. Se enviaron dos millones de botellas de agua y 200 toneladas de alimentos a San Martín y San Bartolomé en menos de un mes. En el momento álgido de la crisis se movilizaron in situ unos 3.000 empleados públicos y voluntarios, que representaban el 10% de la población. Este despliegue permitió una rápida vuelta a las condiciones de vida casi normales en ambas islas: dos meses después de Irma, los estudiantes estaban de vuelta en la escuela, los servicios públicos y las redes de telefonía móvil vuelven a funcionar y muchas viviendas fueron protegidas de nuevas inundaciones. Sin embargo, el acceso al agua corriente sigue siendo un problema importante en San Martín debido a la destrucción de la red de suministro de agua. 
Tras la emergencia, ambas islas entran ahora en una fase transitoria, en la que el Estado francés y las colectividades de San Martín y San Bartolomé deberán sentar las bases de la reconstrucción. Para contribuir a un proceso de reconstrucción eficaz, el gobierno francés deberá ajustar su actuación a las especificidades económicas, geográficas y jurídicas de San Martín y San Bartolomé. Además, hay que tener en cuenta que la isla de San Martín está dividida en dos partes (una francesa y otra holandesa, también conocida como Sint Maarten).
Desde 2007, San Martín y San Bartolomé tienen el estatus de "colectividades de ultramar" (COM) regidas por el artículo 74 de la Constitución francesa. Como tales, tienen importantes funciones autónomas, como la planificación urbana. Saint-Martin es una "Región Ultraperiférica de la Unión Europea" (RUP) y puede beneficiarse de los fondos estructurales europeos. Debido a sus mayores competencias, San Bartolomé está reconocido como parte de los "Países y Territorios de Ultramar" (PTU) de la UE y tiene acceso al Fondo Europeo de Desarrollo. San Martín también es un PTU. 
En cambio, los contextos económicos y sociales de esas islas son muy diferentes. Desde hace varias décadas, San Bartolomé (10.000 habitantes) se basa en el turismo de alto valor, que es una importante fuente de ingresos, mientras que el modelo económico de San Martín parece más desequilibrado. La población de Saint-Martin es joven (el 35 % tiene menos de 20 años), poco cualificada (menos del 25 % de los menores de 24 años están escolarizados) y compuesta en gran parte por inmigrantes (32 %). Además, la población de Saint-Martin se ha cuadruplicado entre 1982 y 2001, lo que ha provocado importantes problemas de infraestructuras y gestión administrativa. El turismo de Saint-Martin también está perdiendo terreno, ya que sus hoteles han perdido 3.000 camas en sólo diez años debido al aumento de los alquileres de temporada. Además, la inexistencia de la frontera franco-holandesa sitúa a San Martín en un entorno competitivo aún más difícil. San Martín tiene normas legales y sociales más permisivas en comparación con la parte francesa y atrae el 96 % de las llegadas de turismo (2,5 millones de visitantes en 2014). El sector de la construcción francés también tiene que enfrentarse a la competencia directa de las empresas neerlandesas. Por último, las leyes de exención de impuestos sobre la propiedad inmobiliaria tuvieron algunos efectos adversos al crear una burbuja e impulsar un rápido desarrollo urbanístico que ha estado parcialmente fuera de control, ya que la COM aún no cuenta con un plan de urbanismo local (PLU).

## Geografía

Mapa de la isla de San Martín con Saint-Martin en la zona norte.

La parte norte de la isla (53 km²) es la más grande de las dos partes. Ella incluye numerosos cerros (pequeñas montañas) cuyos puntos culminantes son: El Pico Paradis (Pic Paradis) (424 m), El Monte Careta (Mont Careta) (401 m), Flagstaff (390 m), el Monte France (Mont France) (387 m), el Monte des Accords (Mont des Accords) (322 m), Marigot hill (307 m), y el Monte O'Reilly (Mont O'Reilly).
Estos cerros separan los valles de Colombier (el más profundo), Caréta, Grand-Fond, Moho, Petit-Fond, Jones-Gut, Lotterie, etc. y las llanuras de: Bellevue, La Savanne, Concordia, Quartier d'Orléans (la más extensa).
Además de la fuente Moho y de pequeñas pendientes (charcas artificiales) diseminadas, desde 1975 en el lugar llamado Hope al pie del barranco Caréta existe un pequeño lago de agua dulce creado por una presa de gravedad.
La parte francesa de San Martín incluye también la isla Tintamarre y el islote Pinel además de los islotes: Cayes vertes, Petite Clef, Crowl Rock, Roca de l'anse Marcel y Rocas de la pointe Lucas.

### Geología
La geología de la parte francesa de la isla de San Martín, en las Antillas, se ha estudiado al menos por dos razones:
- o bien para la búsqueda de yacimientos de minerales metálicos con vistas a su posible explotación;
- o para la investigación fundamental con el fin de comprender mejor la historia geológica global del Banco de Anguille, y más generalmente la del arco insular del Caribe.

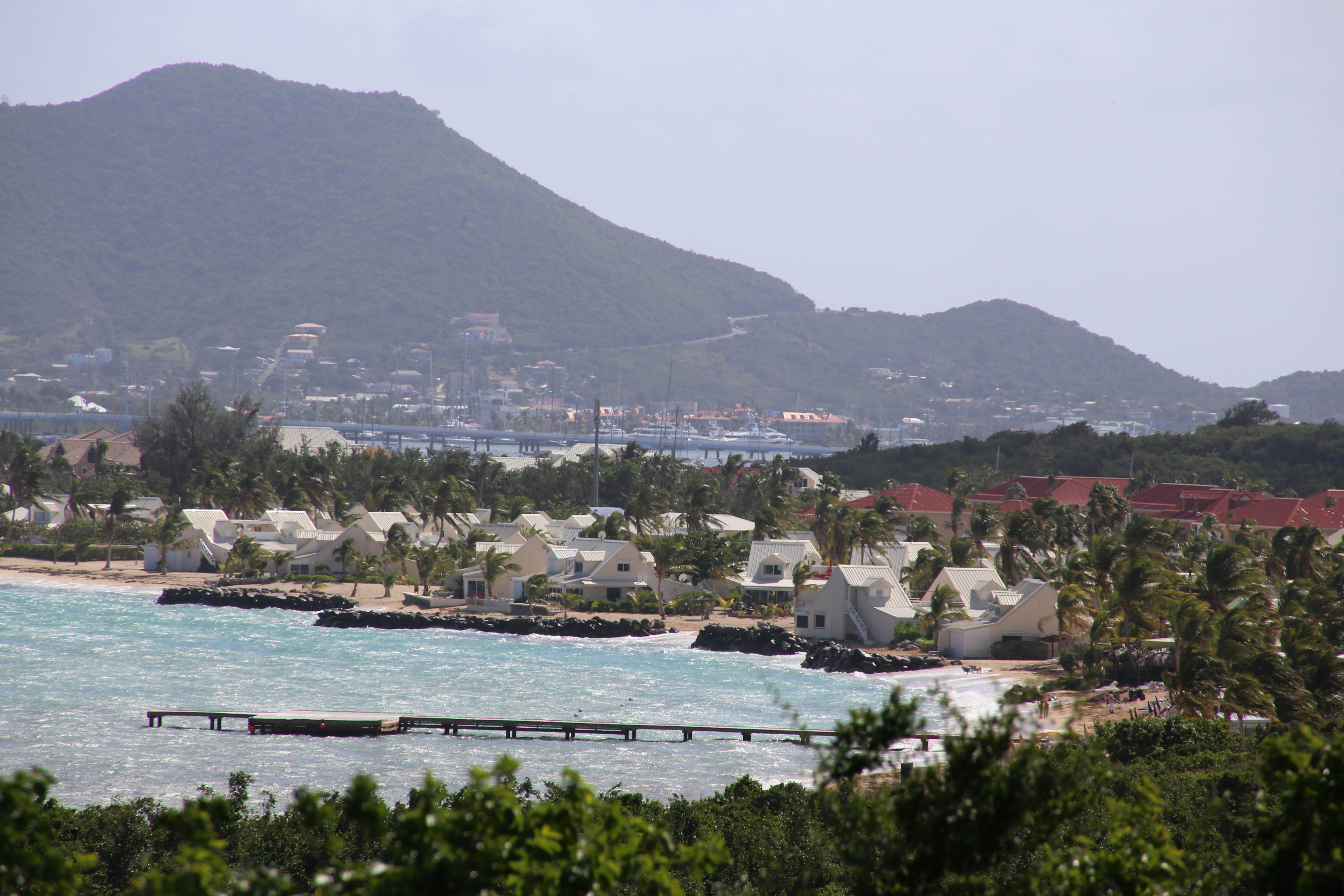
Montañas cercanas a Marigot, San Martín

La tectónica de placas describe el movimiento hacia el oeste de la placa de América del Norte y la placa de América del Sur desde la Dorsal Medio-Atlántica.
Al entrar en contacto con la placa del Caribe, la placa sudamericana se hunde bajo la placa del Caribe en un movimiento conocido como subducción. Como resultado, más al oeste, se crearon pliegues que elevaron el fondo marino de la placa del Caribe más cerca de la superficie. Esto creó la cadena de plataformas submarinas (bancos) del arco caribeño y las vaguadas oceánicas como las del norte de Puerto Rico. Durante decenas de millones de años estos bancos permanecieron sumergidos.
El vulcanismo de hace cincuenta millones de años (Eoceno) acercó los fondos marinos a la luz de la superficie del agua, lo que, a partir de una profundidad de 40 metros, permitió el desarrollo del arrecife de coral hace 36 millones de años (durante el Oligoceno), aumentando así los depósitos de caliza en la plataforma sedimentaria sumergida de Anguila, conocida como "Banco de Anguila". Son los suelos más antiguos, con las calizas duras en estratos como Pointe Blanche (situado en el puerto de la zona holandesa), Mount Billy Folly (situado en la bahía de Lay) y la isla de Tintamarre con sus cristales de selenita (yeso) y fósiles marinos, y luego la formación tabular carbonatada de las Terres basses (península unida por las barras de arena de Simsonbaai y la bahía de Nettlé) con sus pórfidos púrpura de las Mornes rouges.
Tras la interrupción del vulcanismo durante unos 10 millones de años, se reanudó durante el Oligoceno para formar el actual arco de las Antillas volcánicas cuyo vulcanismo sigue activo hoy en día (La Soufrière (Guadalupe), La Soufrière (Montserrat), Montagne Pelée (en Martinica). La reanudación de esta actividad volcánica, combinada con la sedimentación marina, ha dado lugar a una sucesión de litologías volcánicas y sedimentarias.

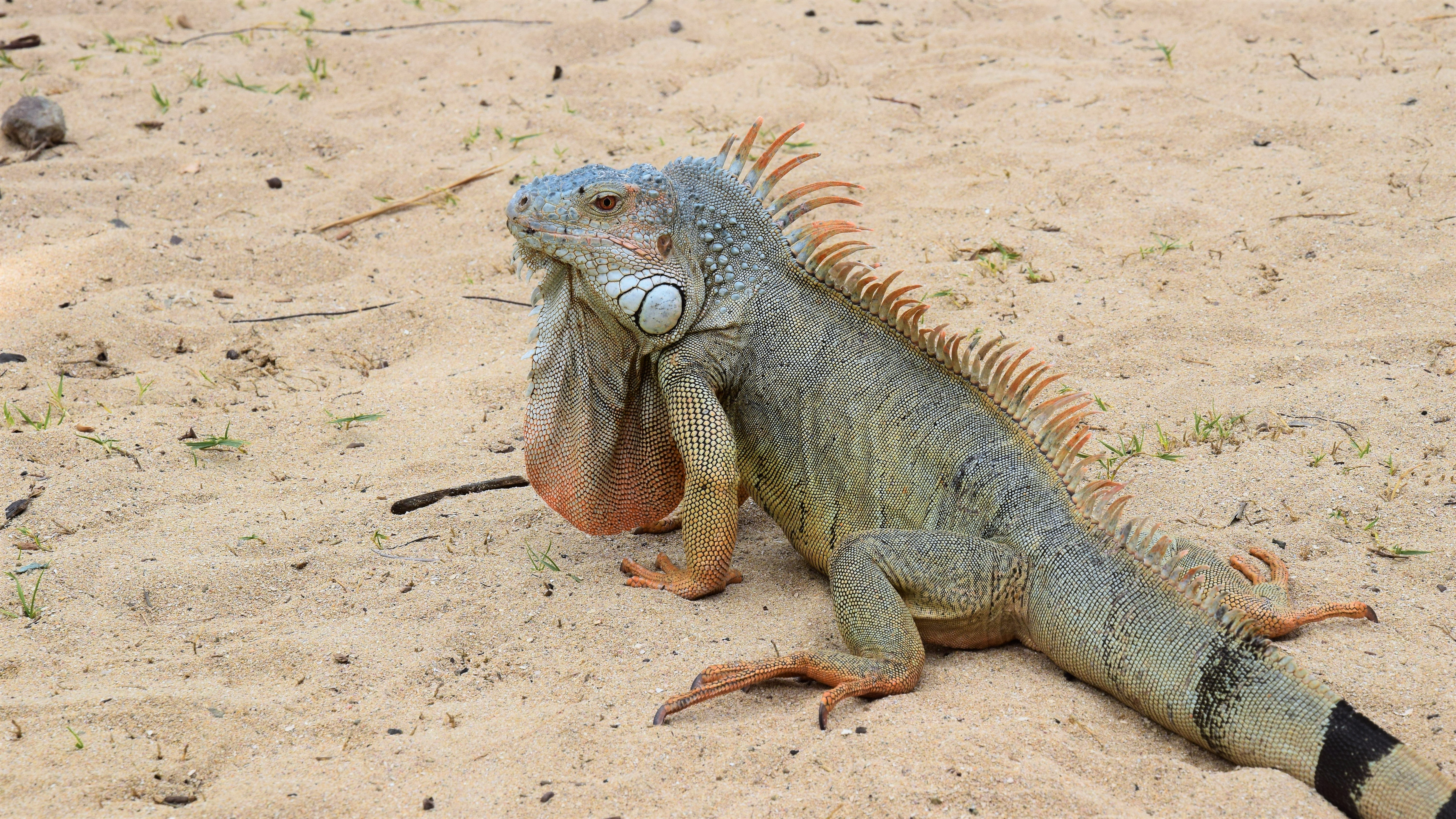
Iguana Verde (Iguana iguana) uno de los reptiles que se encuentran en las playas de San Martín

Esta reanudación de la actividad volcánica se refleja también en la intrusión de dos plutones granodioríticos en la isla, que cortan el banco de Anguila y, más localmente, la serie volcano-sedimentaria depositada anteriormente. Los dos plutones se encuentran en el noreste de la isla, al este de Grand-Case, y en el sureste, entre Philipsburg (Sint Maarten) y Quartier-d'Orléans. Son estas intrusiones las que han contribuido al entramado central de las mañanas más altas actuales.

### Clima

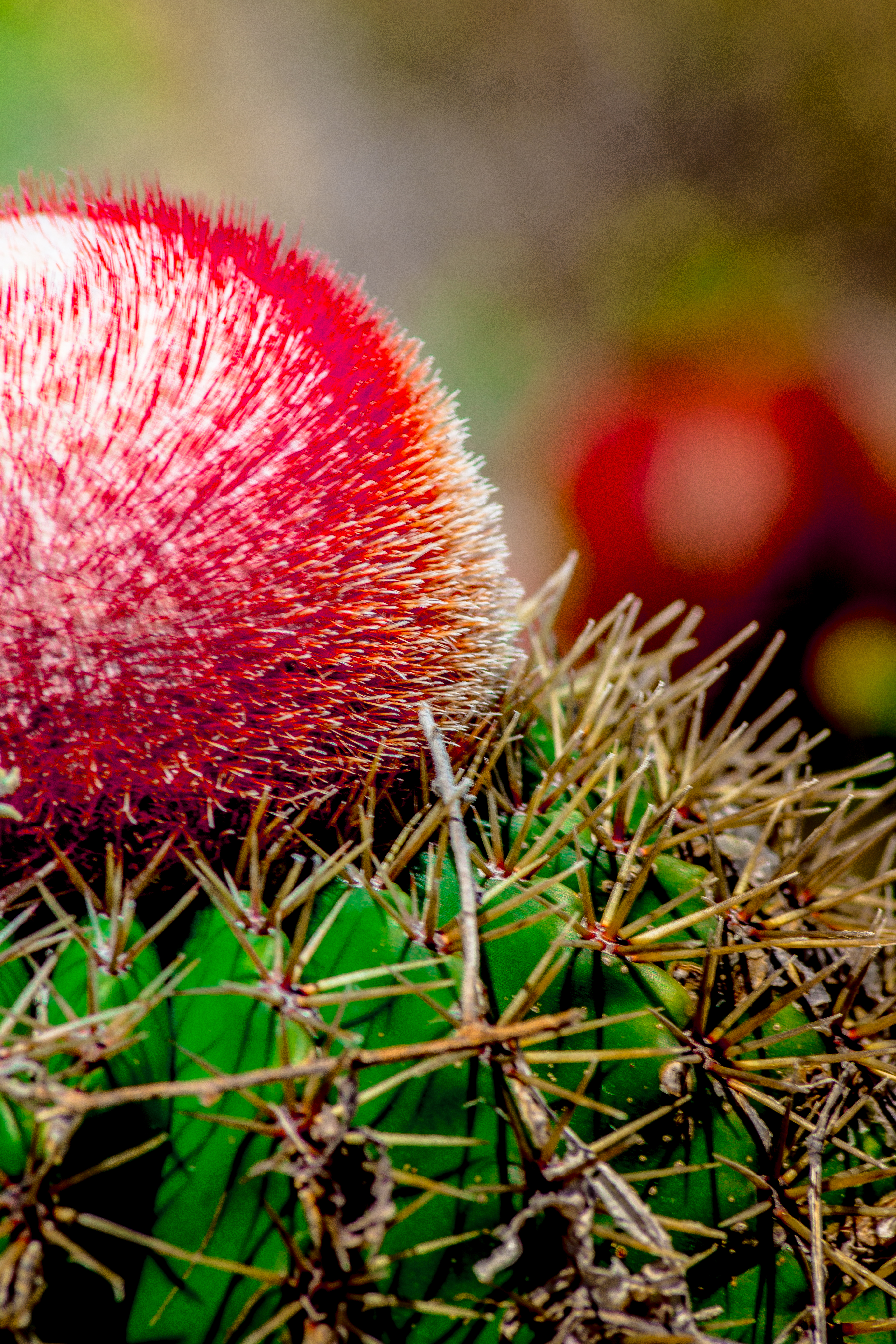
Un cactus en San Martín

El clima de Saint-Martin está marcado por la presencia dominante de los vientos alisios cálidos y húmedos del este. Hay dos temporadas: la de lluvias, de junio a diciembre, y la seca, de enero a mayo. La temperatura media mensual es de 25,5 °C en febrero y de 27,4 °C en agosto. La precipitación anual es de 1.159,6 mm con una media de 74,7% de humedad. La isla también se encuentra periódicamente en la trayectoria de los huracanes, como Omar en 2008. Como el resto de la mayor parte de las Antillas, San Martín ha sido afectado por diversos Huracanes y fenómenos meteorológicos similares. El 5 de septiembre de 2017, el huracán Irma, clasificado como huracán principal de categoría 5, golpeó la isla de San Martín, devastando la gran mayoría de la isla. Se registraron 12 muertos y cientos de heridos y múltiples daños.

### Flora
El bosque costero se caracteriza por plantas arbustivas como la hierba perenne (Mariscus planifolius), la palma blanca (Lantana involucrata) o el frangipani blanco (Plumieria alba). En las zonas más secas, encontramos la Acacia de mar (Acacia tortuosa) y cactus como el Cactus Vela (Cephalocereus nobilis), la Raqueta (Opuntia dillenii) o la Cabeza Inglesa (Melocactus intortus).
El manglar se caracteriza por la presencia de 4 especies de mangle: el gris (Conocarpus erectus), el blanco (Laguncularia racemosa), el negro (Avicennia germinans) y el rojo (Rhizophora mangle).
Las praderas de fanerógamas son verdaderas praderas submarinas con 4 géneros de algas: Syringodium, Halophila, Thalassia, Halodule para 5 especies.
Las formaciones coralinas agrupan esencialmente a los cnidarios, en particular a los escleractinios.

### Fauna
Más de 90 especies de aves frecuentan el área. Las principales especies son las aves marinas, como la gaviota común y la gaviota patiamarilla, el charrán pardo, la pardela de Hermin y el charrancito. Los pelícanos utilizan el Rocher Créole (Roca criolla) como zona de descanso.
Los estanques albergan 85 especies de aves, 27 de las cuales anidan. Se pueden encontrar el patiamarillo chico, el correlimos común, el chorlito semipalmeado y la cigüeñuela americana.
Los mamíferos marinos del Caribe abarcan 33 especies, algunas de las cuales pueden observarse en las aguas de la isla: delfín mular, ballena jorobada, delfín moteado pantanoso, delfín moteado atlántico, delfín de pico largo, delfín común, calderón tropical.

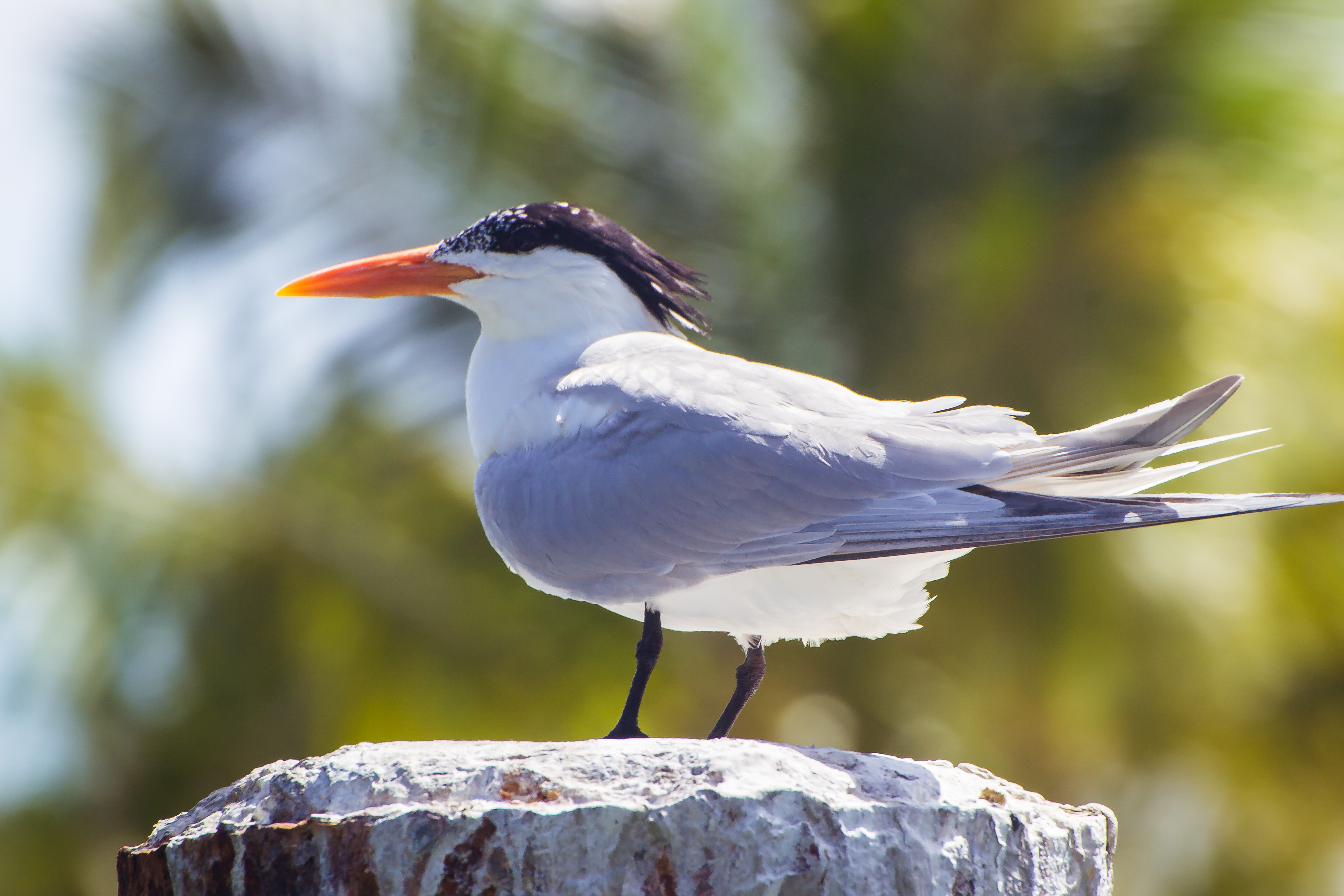
El Charran Real (Thalasseus maximus) una de las 90 especies de aves que frecuentan la isla

Los inventarios indican unas 160 especies de moluscos, 3 especies de crustáceos, incluidas la langosta real y la langosta brasileña, 8 especies de equinodermos, entre ellos el erizo blanco, y unas 100 especies de peces, 3 especies de tortugas (tortuga carey, tortuga verde y tortuga laúd), 3 especies de anfibios (serpiente de Johnstone, serpiente de Martinica y rana arbórea cubana), diez especies de reptiles terrestres, incluidas 3 especies de iguanas (iguana antillana, iguana verde).

### Áreas protegidas
La reserva natural nacional de St-Martin se extiende por 3054 hectáreas donde conviven tres fondos ecológicos diferentes: el litoral, el lacustre y el marino. Cada uno de estos fondos tienen una notable biodiversidad. Son cinco ecosistemas principales que se esfuerza por proteger esta reserva. El territorio abarca espacios lacustres, los manglares marinos, los arrecifes de coral los herbarios de fanerógamas, y los espacios litorales (playas, acantilados, islotes, vegetación de la orilla del mar).
En la parte terrestre, están las plantas xerófilas, propias del clima seco de la isla que dominan la región litoral, incluyendo el cactus "cabeza inglesa" que figura en la lista regional de las especies a proteger como emblema. Los estanques, que sirven como zona de paso y como invernada para limicoles y anátidas albergan una rica avifauna que incluye más de 80 especies diferentes entre las que destacan las fragatas y los pelícanos pardos bien conocidos por la población local.

## Economía
La moneda oficial de San Martín es el euro, aunque el dólar estadounidense es también ampliamente aceptado. El turismo es la principal actividad económica.
El INSEE estimó que el PIB total de San Martín ascendía a 421 millones de euros en 1999 (449 millones de US$ al tipo de cambio de 1999; 599 millones de US$ al tipo de cambio de octubre de 2007). En ese mismo año el PIB por cápita de San Martín fue de 14 500 euros (15 500 US$ al tipo de cambio de 1999; 20 600 US$ al tipo de cambio de octubre de 2007), que era un 39% menor que el PIB medio por cápita de la Francia metropolitana en 1999. En comparación, el PIB por cápita en la parte neerlandesa de la isla, Sint Maarten, era de 14 430 euros en 2004.

### Historia económica
En la década de 1630, justo después de la colonización holandesa, la Compañía Neerlandesa de las Indias Occidentales inició importantes operaciones de extracción de sal en la isla, lo que a su vez la hizo más atractiva para los españoles (que querían controlar el comercio de la sal, lo que provocó una guerra de quince años). Cuando los españoles se marcharon en 1648, los holandeses y los franceses restablecieron su presencia. A finales del siglo XVII se cultivaba en la isla algodón, tabaco y azúcar.

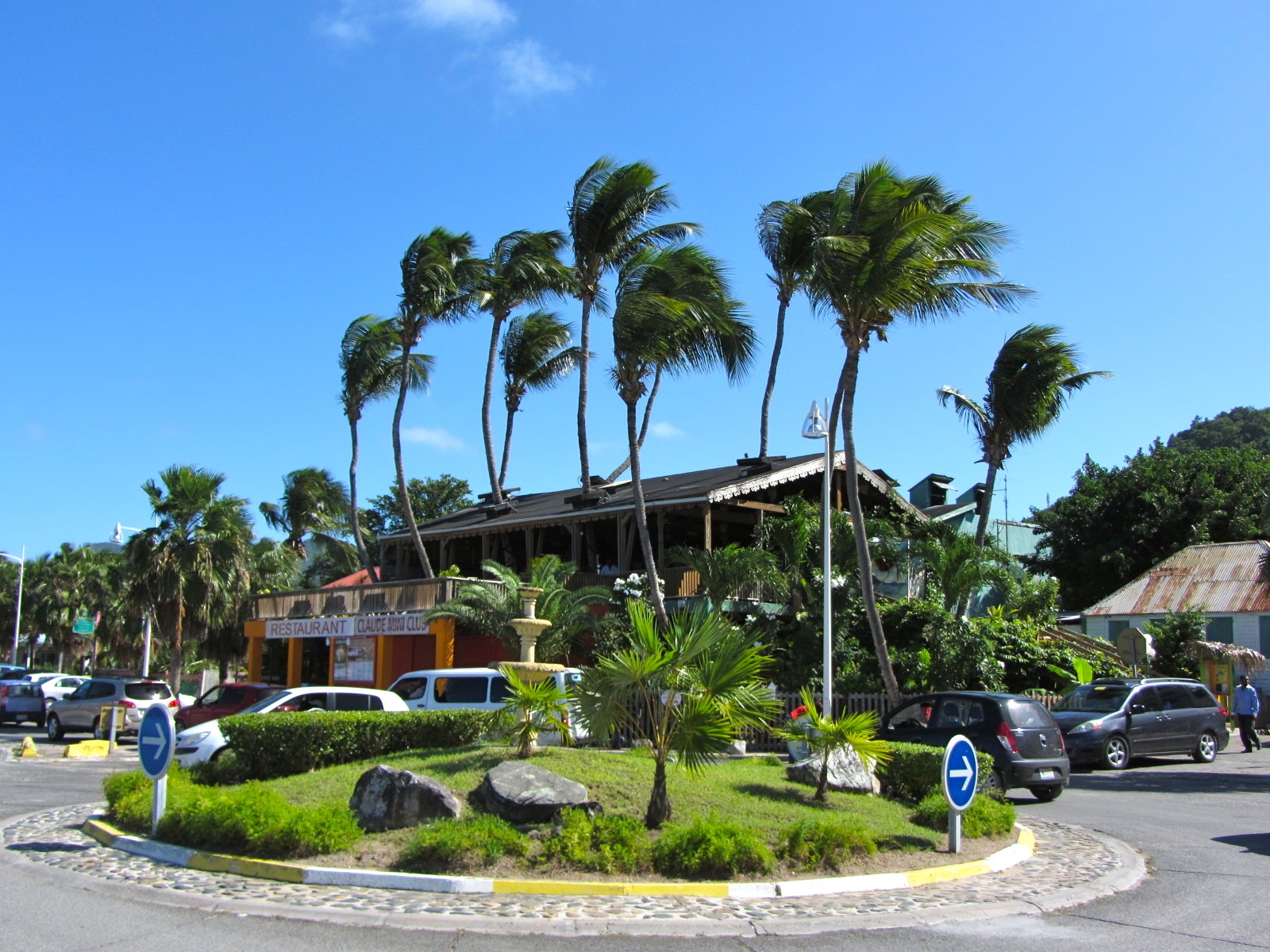
Un Restaurante en San Martín

Hasta los años 50, la actividad económica de la isla se basa en dos actividades principales, la agricultura (azúcar) y la explotación de la sal.
A principios del siglo XX, San Martín atravesó un bache económico porque las salinas sólo daban para vivir a una población limitada y el trabajo era estacional. Los segmentos más pobres de la población emigraron para trabajar en las islas vecinas.
La Segunda Guerra Mundial sacó a la isla de su aislamiento. En 1939, la isla pasó a estar libre de impuestos, lo que abarató las transacciones. Durante y después de la guerra, el comercio con EE. UU. se intensificó hasta el punto de convertirse en el único proveedor de la isla debido al bloqueo de las fuerzas aliadas. Este periodo fue próspero para muchos comerciantes de mercancías como cigarrillos, telas y alimentos.
A la vuelta de la paz, la isla aprovechó un mercado turístico estadounidense atraído por el clima y el entorno caribeños. De 1950 a 1970, el desarrollo hotelero se produjo principalmente en la parte holandesa. Luego, las leyes de exención de impuestos permitieron un boom inmobiliario en la parte francesa.
Los principales centros comerciales son Philipsburg y la bahía de Simpson en la parte holandesa al sur, y Marigot y Grand Case en la parte francesa al norte de la isla.

### Turismo
La parte francesa de la Isla de San Martín en las Antillas Menores tiene muchas playas, algunas orientadas al este con las aguas bravas del Atlántico, otras bañadas por las aguas más tranquilas del mar Caribe. Muchos tienen restaurantes y actividades deportivas acuáticas. El naturismo está oficialmente permitido en el extremo derecho de la playa de East Bay, y tolerado en muchas otras.

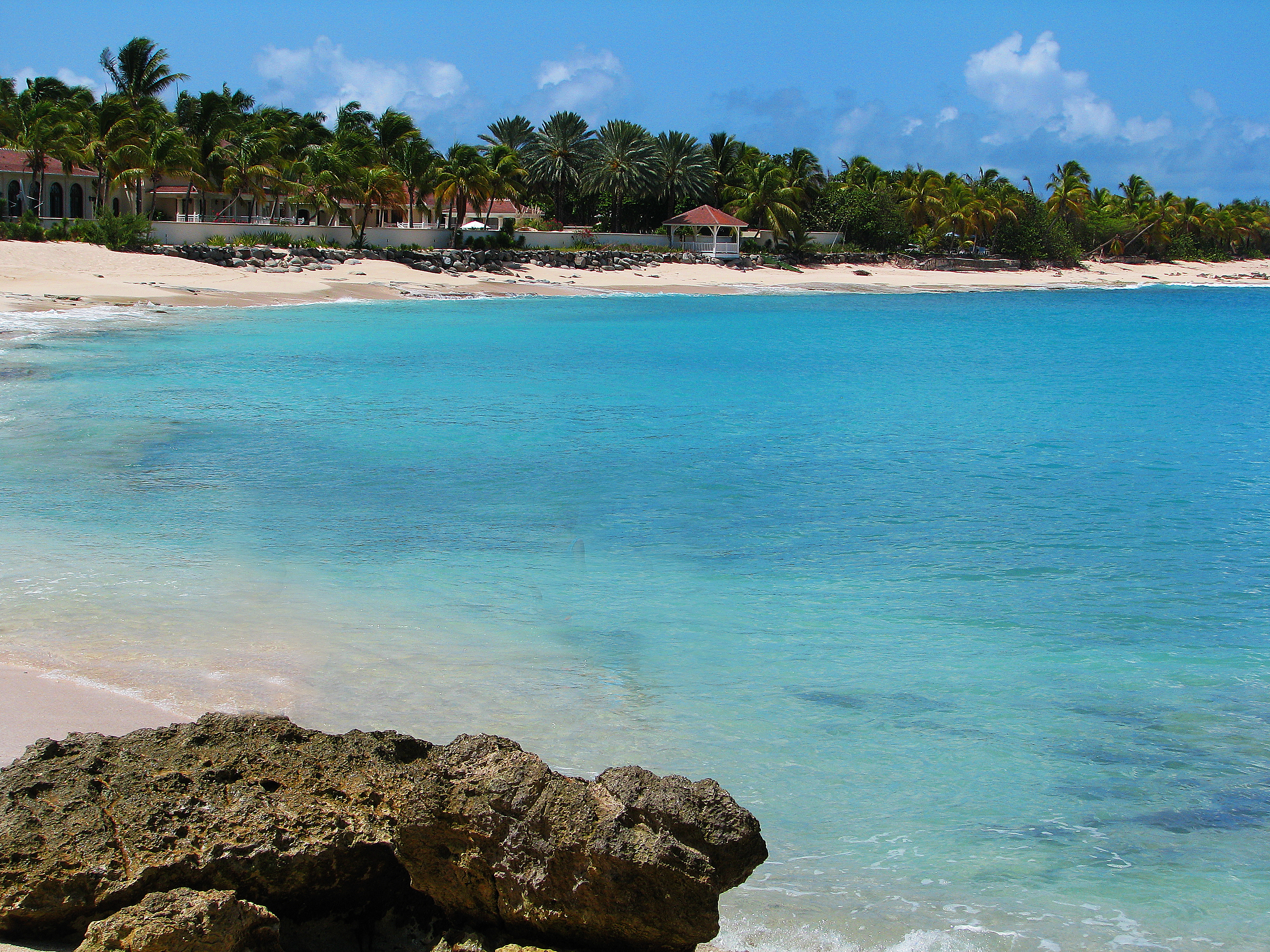
Una playa en San Martín (Baie aux Prunes)

La isla es un puerto franco y tiene muchas tiendas libres de impuestos, algunas de ellas muy lujosas (ropa, joyas, cámaras fotográficas, puros, alcohol, muebles...). Hay muchos restaurantes de gastronomía francesa, cocina caribeña o internacional. Grand-Case, un pueblo de la costa noroeste con pintorescas casas de madera rodeadas de hibiscos, ofrece restaurantes junto a la playa y suele aparecer en las guías turísticas como la "capital gourmet del Caribe".
El puente Durat, situado a la salida de Margot, fue construido en 1789.
John Plantation ofrece una visión de cómo era una plantación en el siglo XVIII, mientras que el yacimiento arqueológico Hope-Estate ofrece la oportunidad de pasear por los restos de un antiguo poblado arahuaco.
Hay un cine municipal en el Centro Cultural Sandy-Ground, pero a diferencia de la parte holandesa, la francesa no tiene casino.
Es posible cruzar la frontera entre las partes francesa y neerlandesa de la isla de San Martín en el obelisco fronterizo.

### Impuestos
El Entorno fiscal de la Colectividad de San Martín indica que no está autorizada a votar normas fiscales con carácter retroactivo. Existe la posibilidad de que las empresas obtengan una resolución oficial (prise de position officielle) sobre su situación, lo que garantiza que el régimen fiscal que se les aplica no se modificará en el futuro. Existe una amplia jurisprudencia dictada a lo largo de varias décadas por la justicia francesa, y que es casi siempre transferible a nivel local, ya que las normas fiscales locales se basan, en su mayor parte, en conceptos y definiciones idénticos a los prescritos por las leyes fiscales en la Francia Metropolitana o Europea.

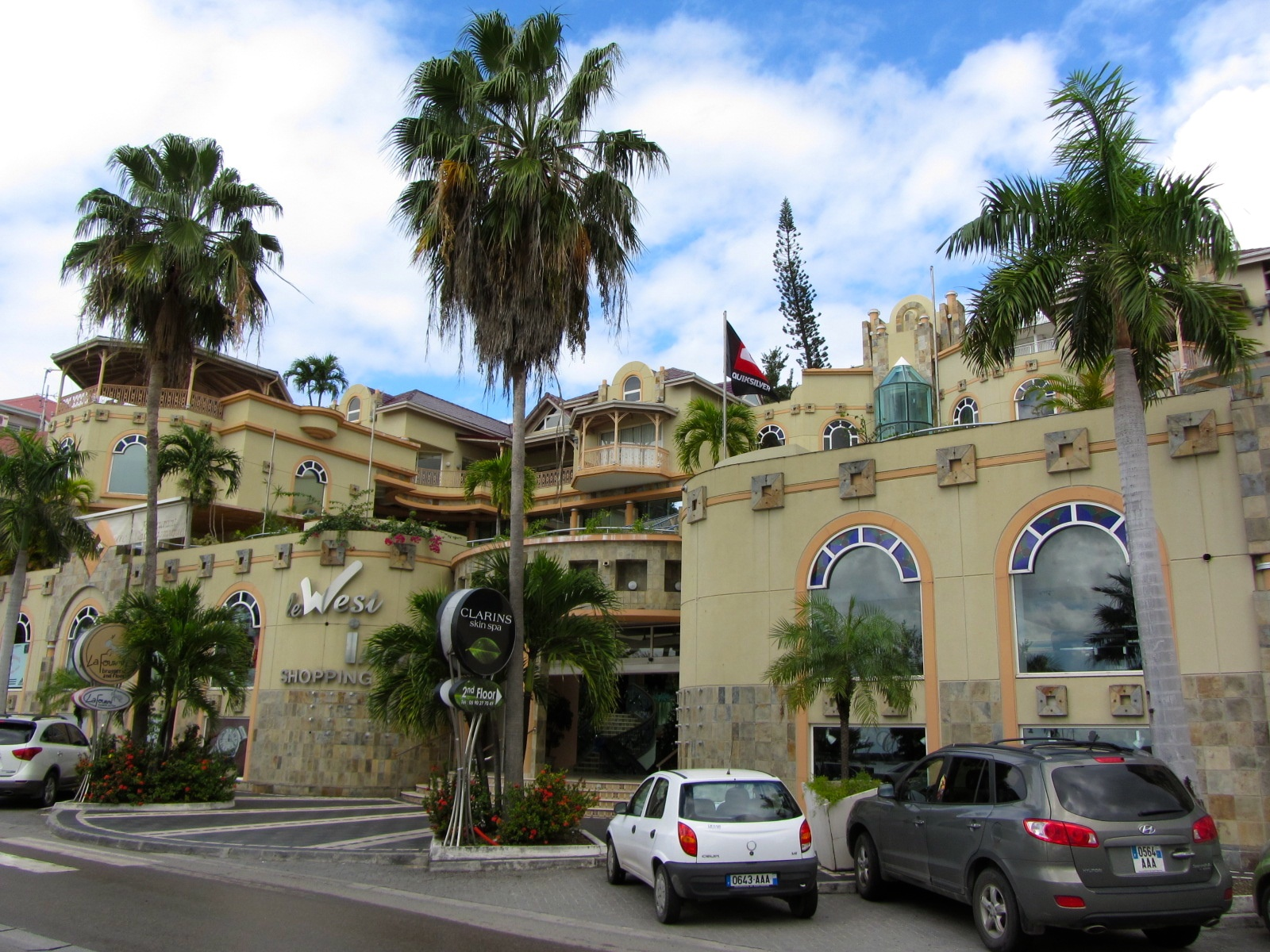
Un Centro Comercial (Le West Indies Mall) en la parte francesa de San Martín

El Impuesto sobre la renta de las empresas tiene una Base imponible que se limita a los beneficios obtenidos en San Martín. Hay una exención casi total para los dividendos y las plusvalías por venta de participaciones. Los tipos de imposición son de 10% o 20%. Existe Traslado de pérdidas ilimitado en el tiempo y en la cuantía, un tipo impositivo del 10% para los ingresos procedentes de los derechos de propiedad industrial (patentes, marcas) y de los derechos de autor, así como de los derechos de producción de objetos con tecnología de impresión 3D. 
Hay además Un tipo impositivo del 10% para los ingresos procedentes de valores que dan acceso al capital (bonos convertibles, bonos con garantías). Repatriación de beneficios libre de impuestos y Ausencia de cualquier tipo de retención para los pagos a los beneficiarios residentes fuera de San Martín, sobre los dividendos, los intereses o los cánones. Entre las Ventajas fiscales para la inversión se incluyen el Régimen de "exención fiscal" equivalente a un sistema de "vacaciones fiscales" (exención del impuesto de sociedades mientras el importe agregado de la renta imponible sea inferior al importe de las inversiones productivas realizadas). Exención del impuesto sobre bienes inmuebles durante cinco años para los nuevos locales comerciales. Reducción del impuesto sobre transmisiones patrimoniales para la adquisición de terrenos destinados a actividades prioritarias. Ausencia de impuestos sobre las importaciones: Aparte de un impuesto específico sobre los productos petrolíferos, no se grava la introducción de mercancías en el territorio de la Colectividad. Asimismo, el impuesto TGCA (un impuesto indirecto similar en algunos aspectos al IVA) no grava las importaciones de bienes.

## Demografía

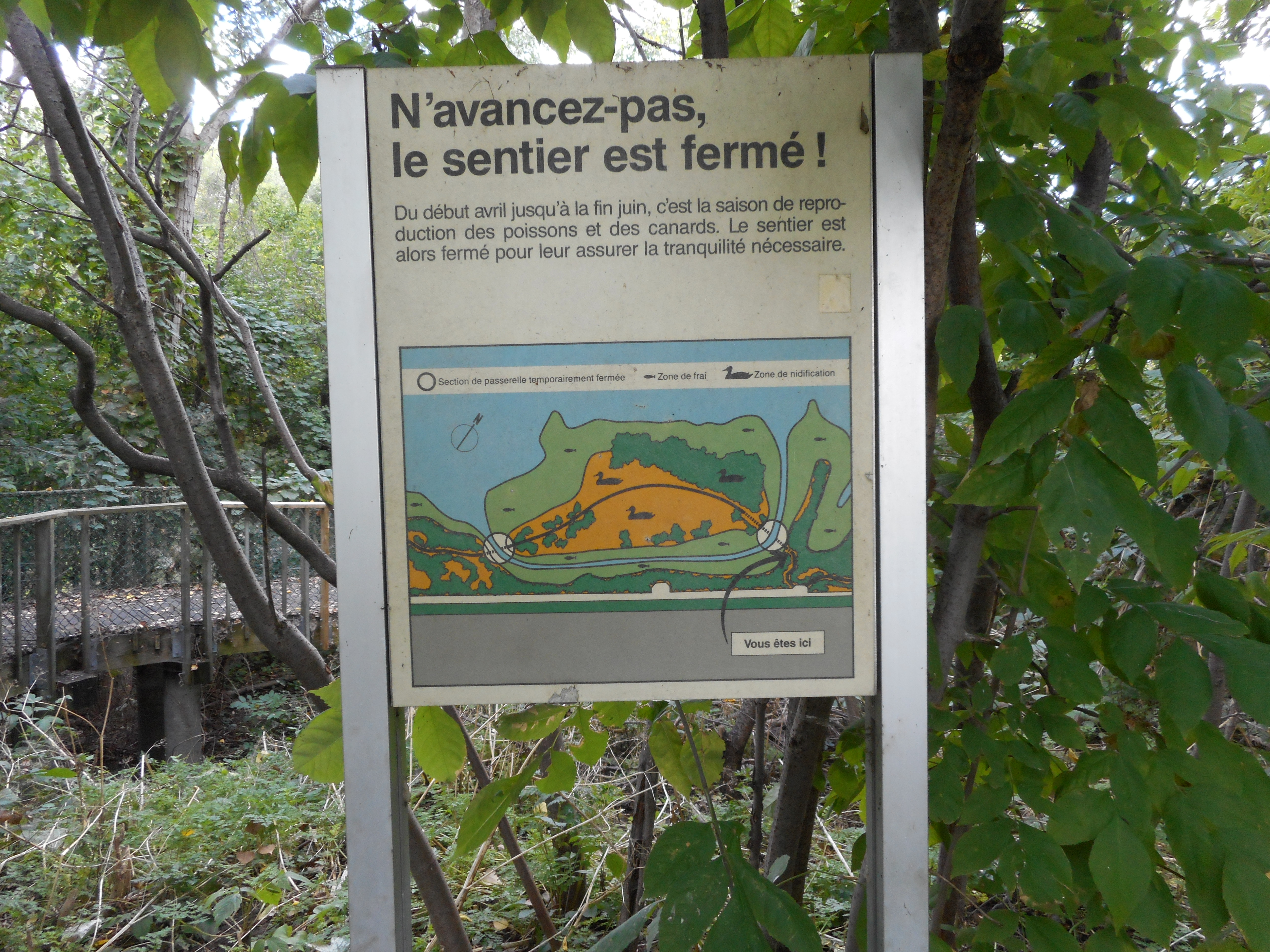
Cartel de advertencia publicado en francés en la parte francesa de San Martín

La colectividad de San Martín tiene una superficie de 53,2 km². En el censo francés de enero de 2006, la población en la parte francesa de isla era de 35 263 habitantes (En el censo de 1982 era solo 8072 habitantes, por lo tento un aumento de 27 191 personas). La densidad de población era de 663 hab/km² en 2006. La isla de San Martín ha sufrido en los últimos años un fuerte incremento demográfico, debido al fuerte desarrollo del turismo. La inmigración preponderante es de ascendencia haitiana, francesa y dominicana.

### Idiomas
La lengua oficial de la parte francesa de San Martín es el francés que se usa en el gobierno, la educación y los medios. Tanto en la parte francesa como en la Neerlandesa de San Martín, la mayoría de los isleños hablan además una variedad de inglés caribeño como lengua materna, por delante del criollo haitiano o criollo guadalupeño, el español y el neerlandés. En definitiva, se trata de un inglés que se caracteriza por sus numerosas desviaciones respecto al inglés estándar en cuanto a fonética, fonología, morfología y vocabulario o gramática.
No se trata de un inglés angloamericano o negro, sino de un inglés antillano. En Sint Maarten, este inglés se denomina a veces patois o inglés patois, inglés rural o incluso inglés roto.
En realidad, se trata de una variedad de lo que los lingüistas llaman Inglés de las Islas Vírgenes (''créole des îles Vierges'' ; "Virgin Islands Creole", o "anglais créole des îles Vierges"; "Virgin Islands Creole English"). Se trata de un criollo de base inglesa compuesto por varias variedades que se hablan en las Islas Vírgenes y en las islas vecinas de Saba y San Eustaquio, donde se conoce como Inglés de Saba (anglais de Saba, Saba English) y Inglés de San Eustaquio (anglais eustachois, Eustatian English), respectivamente. Todas estas variedades se entienden fácilmente entre sí.
El término "criollo de las Islas Vírgenes" es una terminología formal utilizada por investigadores y académicos, y rara vez se utiliza en el lenguaje cotidiano. Informalmente, el criollo se conoce como un dialecto, ya que puede percibirse como una variedad dialectal del inglés, más que como una lengua criolla inglesa. De hecho, siempre existe una intercomprensión entre una lengua y un dialecto, que permite a los usuarios de ambas poder entenderse.
Sin embargo, las investigaciones sociohistóricas y lingüísticas académicas sugieren que se trata en realidad de una lengua criolla inglesa, una lengua mixta creada por el contacto entre varias lenguas. Aunque gran parte del vocabulario procede del inglés, sigue habiendo muchas palabras procedentes de lenguas amerindias, de África occidental, del criollo neerlandés ("Negerhollands"), del español o del francés. Por lo tanto, gran parte del vocabulario es incomprensible para un hablante de inglés no bilingüe. También están presentes el español (con una estimación de cerca de 4500 hispanoparlantes en toda la isla, y que suponen un 13% de la población de la parte sur), el neerlandés, el papiamento y el criollo.
| 1885                                      | 1961 | 1967 | 1974 | 1982 | 1990   | 1999   | 2006   | 2007   |
| ----------------------------------------- | ---- | ---- | ---- | ---- | ------ | ------ | ------ | ------ |
| 3400                                      | 4502 | 5061 | 6191 | 8072 | 28 518 | 29 078 | 35 263 | 36 392 |
| Cifras oficiales de los censos franceses. |      |      |      |      |        |        |        |        |

### Educación
La educación en San Martín incluye la escolarización de los niños y adolescentes que estudian en centros de enseñanza primaria o secundaria en la parte francesa de la isla de San Martín (l’île de Saint-Martin), en las Antillas Menores. Se organiza de la misma manera que en todo el territorio francés.

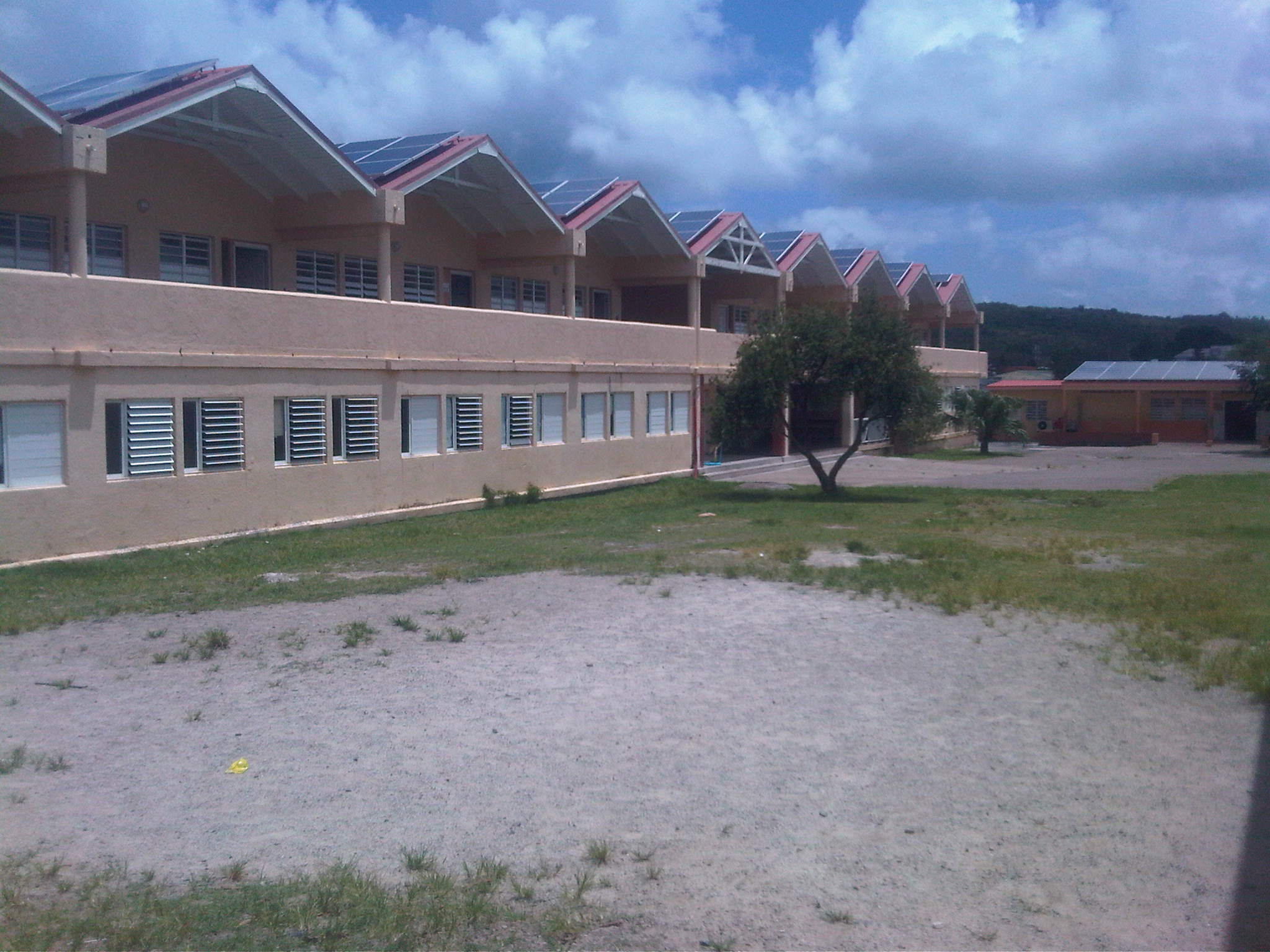
La Éscuela Nina Duverly (École Nina Duverly) en Concordia, San Martín (completamente destruida desde el huracán Irma.)

San Martín (al igual que San Bartolomé) forma parte de la Academia de Guadalupe (Académie de la Guadeloupe), cuyo rectorado se encuentra en Les Abymes. La inspección académica se encuentra en Marigot.
Ninguna de las escuelas públicas de la isla tiene contrato con el Estado francés. Se rigen por el artículo L151-1, por los artículos siguientes y por el título IV del libro IV del Código de Educación de la República Francesa (Code de l’Éducation de la République Française).
A principios de los años 70, a petición local, una parte de los locales de la Escuela Primaria del Centro (l’École Primaire du Centre, que más tarde se convirtió en la Escuela Nina Duverly) se puso a disposición del Liceo de Baimbridge (situado en Les Abymes) para la creación del "anexo Saint-Martin". El año escolar 1977-78 marcó la creación del cargo de director y el reconocimiento del liceo como unidad de enseñanza. En 1988, René Ferrié, entonces director de la escuela profesional de Saint-Martin, firmó un plan provisional de formación inicial. Este análisis condujo a la construcción de nuevos locales en 1991 para el liceo profesional, que poco después se convirtió en el Lycée Polyvalent des Iles du Nord en el distrito de Concordia.
El Lycée Polyvalent des Iles du Nord era el único instituto público de Saint-Martin y Saint-Barthélemy hasta el inicio del curso escolar 2015. Tenía una sección de educación general y una sección de educación profesional (SEP). Desde la creación administrativa de la Cité Scolaire Robert Weinum en septiembre de 2015 y su apertura al personal y a los alumnos en enero de 2016 (inaugurada oficialmente en julio de 20162), las enseñanzas generales y tecnológicas se ubican en esta última, mientras que la LPO vuelve a ser un instituto de formación profesional.

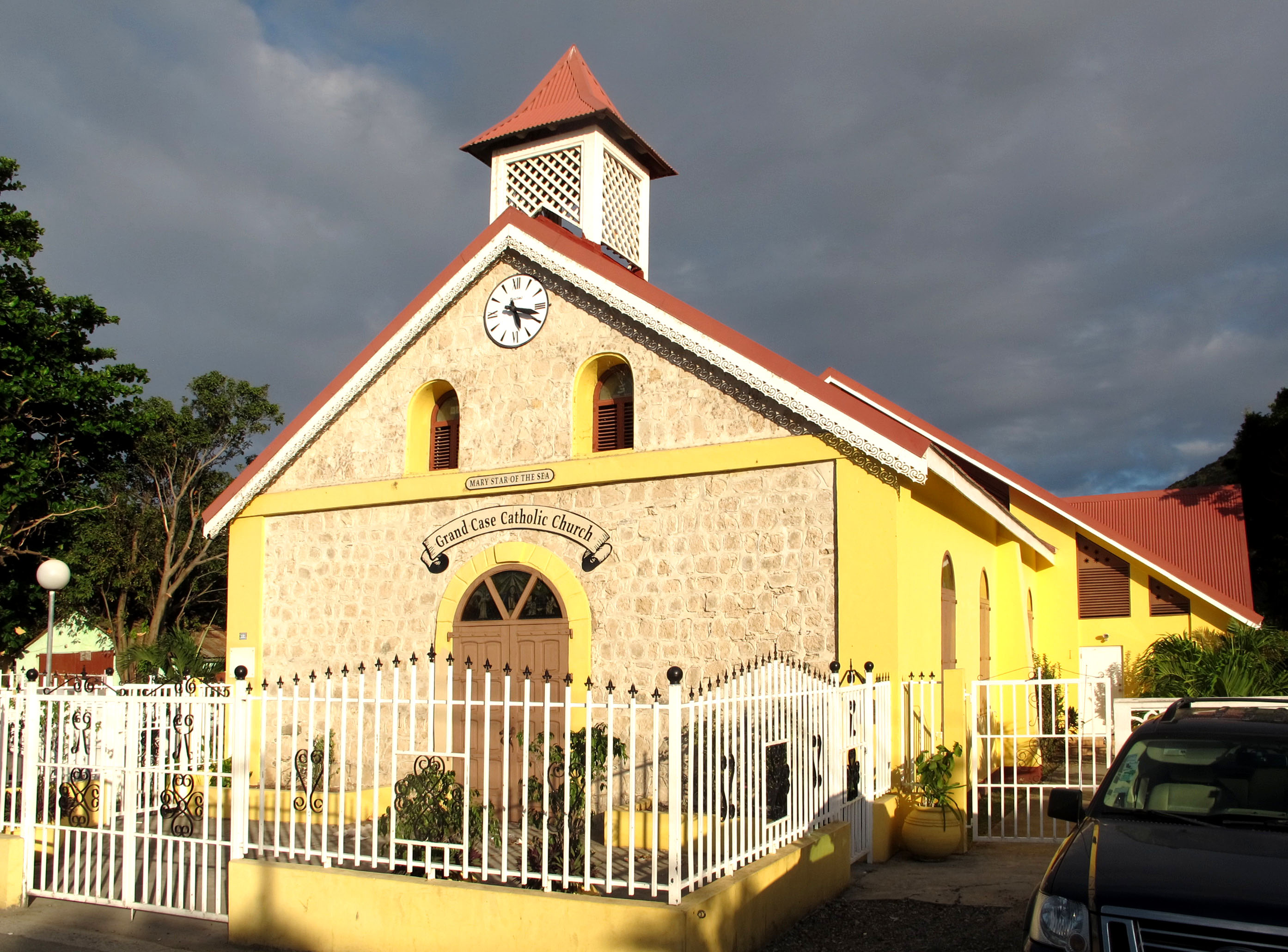
Iglesia de María Estrella del Mar, un templo católico en Grand Case, San Martín

### Religión
La mayor parte de los habitantes de la isla de San Martín profesan el cristianismo, en la parte francesa la Iglesia Católica es la mayoritaria. También hay otros grupos cristianos y de otras religiones.
El territorio francés de San Martín forma parte de la Diócesis de Basse-Terre y Pointe-à-Pitre (en latín, Dioecesis Imae Telluris y en francés, Diocèse de Basse-Terre et Pointe-à-Pitre), adscrita a la organización de la Iglesia Católica en Francia. La diócesis incluye los territorios de Guadalupe, San Bartolomé y San Martín. Esta diócesis forma parte de la provincia eclesiástica de Fort-de-France, en la región eclesiástica de las Antillas, y tiene como vecinas al noroeste, la diócesis de Saint John-Basseterre y al sureste, la diócesis de Roseau.
Unos sesenta sacerdotes están activos en la diócesis y atienden varias iglesias, entre ellas la de Iglesia de San Martín de Tours (Saint-Martin-de-Tours) en Marigot, la Iglesia de María Estrella del Mar (Église de Marie Etoile de la Mer) en Grand Case y la Iglesia de San Martin en Quartier d’Orléans (Église de Saint-Martin).
La sede episcopal se encuentra en Basse-Terre, ciudad de Guadalupe, con la catedral de nuestra señora de Guadalupe como iglesia principal o madre, (cathédrale Notre-Dame-de-Guadeloupe).

### Sanidad
Saint-Martin cuenta con el hospital o centro hospitalario Louis-Constant Fleming (centre hospitalier Louis-Constant Fleming), situado en Spring, Concordia, en la ciudad de Marigot. El lugar esta equipado con un servicio de emergencia. También hay 12 farmacias y varios médicos de cabecera y especialistas.
En marzo de 2020 se confirmó que la pandemia de Covid-19 había llegado a la colectividad francesa de ultramar de San Martín 
con 38 Casos registrados para ese año, incluyendo 29 casos tratados, algunas hospitalizaciones y 3 Muertos. Durante la peor etapa de la Pandemia se tomaron medidas como el uso de tapabocas y el confinamiento, medidas que fueron relajadas paulatinamente entre 2021 y 2022.
Desde el inicio de la crisis, el sistema de control sanitario de las fronteras permitió preparar al sistema sanitario y retrasar la llegada al territorio de variantes con características preocupantes.
Ante las nuevas fases de la pandemia, se ha levantado el sistema de control sanitario en las fronteras, de acuerdo con la ley que pone fin a los regímenes excepcionales creados para combatir la epidemia vinculada al covid-19.

## Transporte

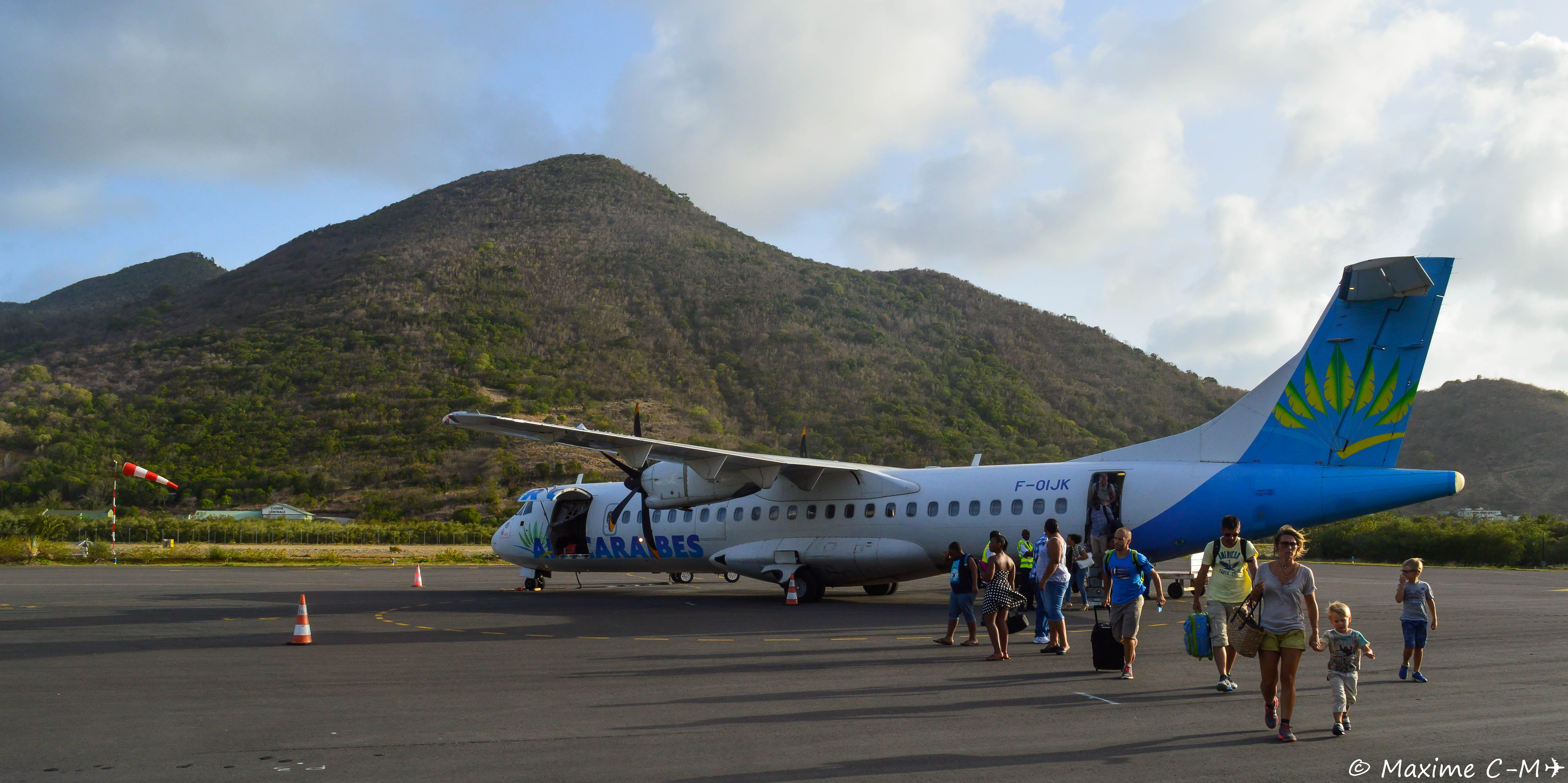
Un ATR 72-500 de Air Caraïbes en el Aeropuerto de Grand-Case Espérance

Los principales medios de transporte son por carretera, por vía marítima y por vía aérea.
Los puertos deportivos se encuentran en Marigot, Anse Marcel, Oyster Pond. El puerto comercial se encuentra en Galisbay-Bienvenue. Las bahías de Grand Case, Cul-de-Sac y Marigot son los fondeaderos naturales y tradicionales para los barcos.
El aeropuerto de Grand-Case Espérance se construyó sobre terraplenes en el estanque de Grand-Case. Tiene la particularidad de tener dos códigos IATA: CCE y SFG. Este aeropuerto local ofrece vuelos a las islas de Guadalupe, Martinica y San Bartolomé. Para recibir turistas internacionales, San Martín tiene que hacer uso del Aeropuerto Internacional Princesa Juliana, situado en la parte neerlandesa de la isla.
El aeropuerto de Grand Case está gestionado por EDEIS, una de las principales empresas de operaciones e ingeniería aeroportuaria de Francia, donde gestiona 18 aeropuertos.
En 2017, se completó la renovación del aeropuerto que incluyó un edificio terminal modernizado, la mejora de la estación de bomberos, la ampliación de la plataforma de estacionamiento y la nueva torre de control. En 2018 se completó un nuevo hangar para el mantenimiento de la línea.

## Cultura

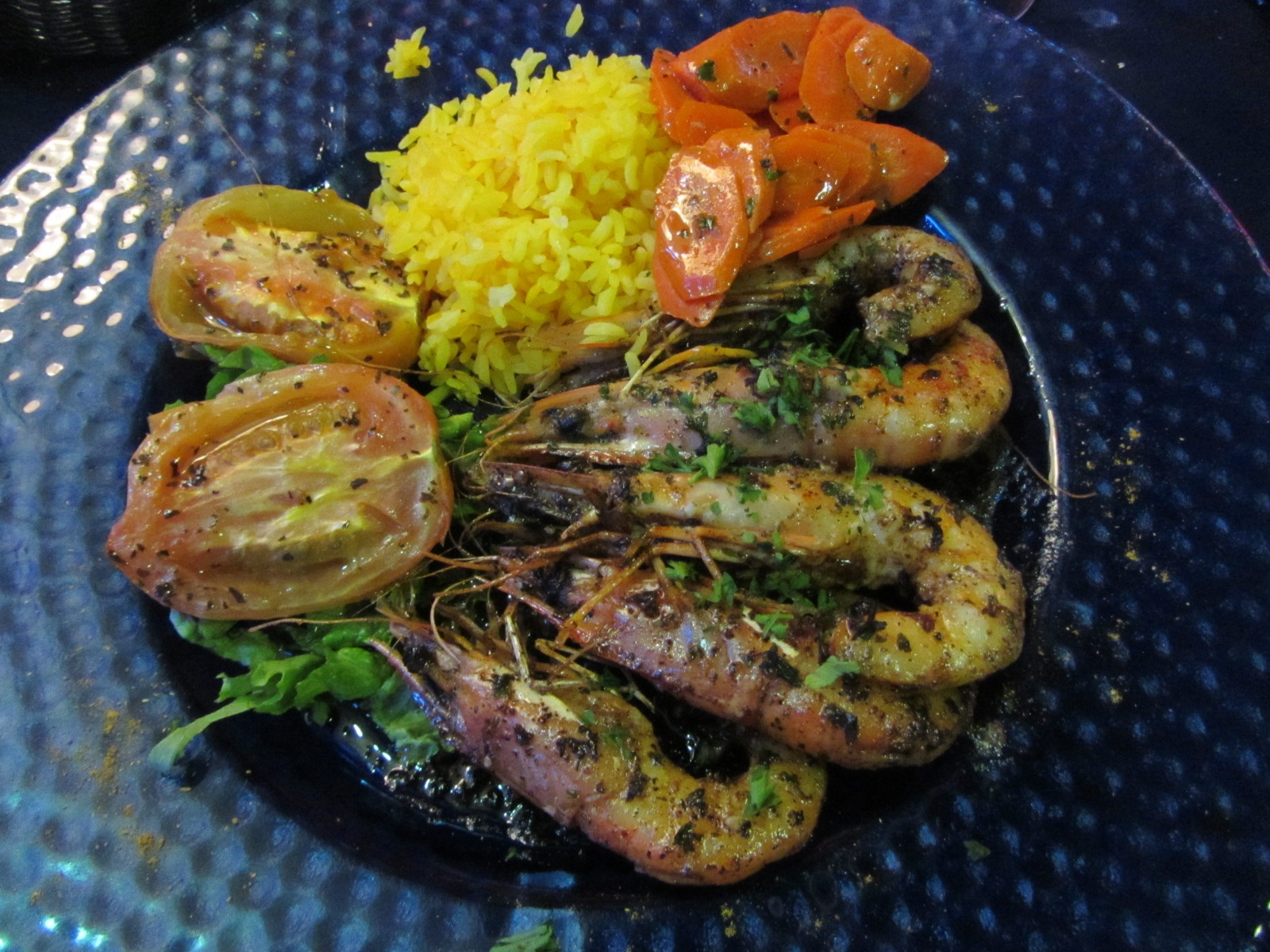
La Gastronomía de San Martín tiene influencia Caribeña y Francesa

La cultura de San Martín es una mezcla de elementos que involucran tradiciones y costumbres de origen africano, caribeño y europeo. A diferencia de su contraparte neerlandesa, que se caracteriza por su vida nocturna, playas, joyería, bebidas a base de licor y casinos, la cultura del San Martín francés es más conocida por sus playas nudistas, la indumentaria, sus mercados y centros comerciales y por la mezcla única de gastronomía francesa y caribeña.
En febrero se organiza un carnaval en Marigot, este incluye cabalgatas, desfiles y se ensayan canciones y coreografías. No solo se trata de disfraces puesto que estos están acompañados incluso por maquillajes profesionales.
Durante tres meses, de enero a abril, se organizan en Grand Case los Martes de Grand Case: un mercado nocturno con bandas caribeñas.
En la isla se puede encontrar todo tipo de música, desde hip-hop hasta salsa. El tambor de acero está bastante arraigado en la cultura; en la isla viven tres grupos, pero el más conocido es la "Association Gunslingers de Grand-Case", fundada por Victor Benjamin.

### Monumentos y lugares destacados

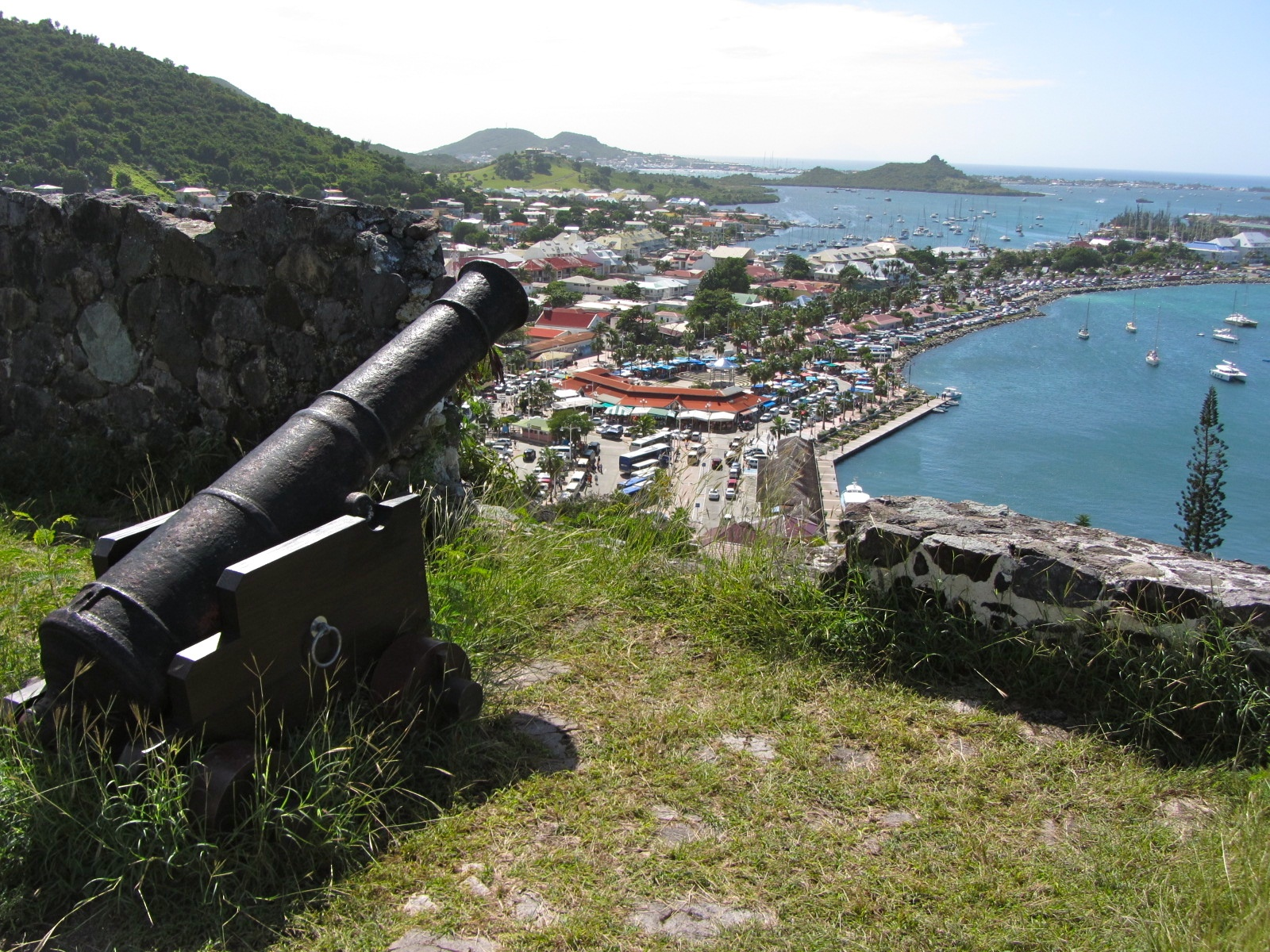
Cañón sobre la ciudad de Marigot

- El monumento fronterizo que conmemora (1964) el Acuerdo de la Concordia (1648) (en Bellevue, monument frontalier de commémoration).
- El Fuerte Louis (Fort Louis[83][84] en Marigot):[85][86] construido en 1750[87] sobre una colina, ofrece unas vistas impresionantes de la bahía de Marigot.
- La iglesia de Saint-Martin-de-Tours, construida en 1941.
- El museo del Camino de los arahuacos[88][89] (musée Sur la trace des Arawaks),[90][91] en Marigot, en la antigua prisión (construida en 1789), recorre cinco mil años de historia de la isla, desde la época de las poblaciones precerámicas hasta los años 30 (actualmente cerrado al público).
- Las ruinas de las antiguas fábricas de azúcar: Spring (Concordia), La Colombe (Concordia), Saint Jean (Bellevue), Anse des Pères (Friar's Bay), etc.
- La casa de azúcar de la Plantación Mont Vernon,[92][93] construida en 1786,[94][95] este sitio que comprende una antigua residencia de azúcar fue destruido por el huracán Irma el 6 de septiembre de 2017.
- El Museo del Ron (musée du rhum,[96][97] route de Quartier-d'Orléans) (actualmente cerrado al público).
- El museo del café y las tradiciones (en Chevrise).
- El puente Durat (1789), en Hameau du Pont.
- El horno de pan de la prefectura.
- El palacio de justicia (1932) en la rue de la Liberté. Arquitecto: Ali Georges-Tur.
- La máquina trituradora de sal de Grand-Case.

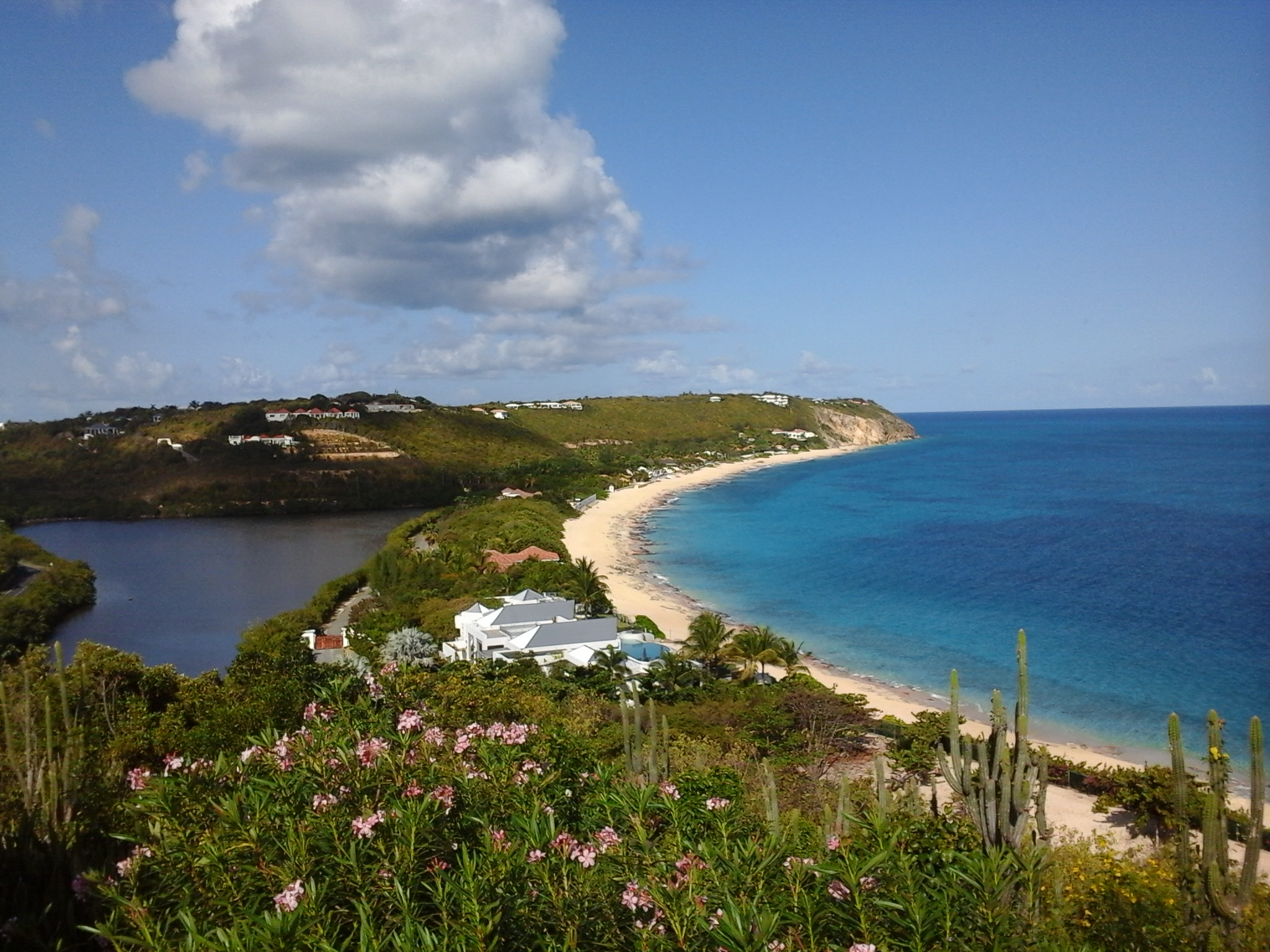
Les Terres Basses, San Martin

Ya en el siglo XVII, los estanques de Saint-Martin se explotaban para la recogida de sal. La salina de Grand-Case era la más grande del lado francés y su producción se exportaba a la Francia Europea, el Caribe (Antillas), Canadá y Estados Unidos. Fue a mediados del siglo XIX cuando comenzó la explotación industrial. La sal se molía en un molino con caldera de vapor, que ya ha desaparecido. En el lado francés, la última cosecha de sal tuvo lugar en 1961.
- La roca grabada precolombina de Moho en Quartier-d'Orléans.
- La granja de mariposas (route du Galion).[98]
- El doble mirador en la cima del Pic Paradis.
- La cueva marina colapsada: Devil's hole (acceso por carretera a Baie Rouge).
- En la costa norte, cerca de la Pointe des Froussards, los cactus conocidos como "cojines de la suegra" o "tête-à-l'anglais" son la joya de la corona de una reserva natural terrestre y marítima de 3.000 hectáreas.

## Medios de Comunicación

### Prensa escrita
En San Martín existen diversos medios escritos la mayoría en francés pero también en otras lenguas (principalmente inglés y español) y que utilizan diversas plataformas: La revista Unity Ya (Saint Martin Presse Prévention): una asociación que lucha contra la delincuencia con palabras e imágenes, Le Pélican un diario de noticias en francés, St. Martin's Week: periódico trisemanal gratuito, The Daily Herald: periódico de noticias en inglés con algunas secciones en español (Herald Latino), Faxinfo: Boletín de noticias (dos páginas diarias de información, cuatro páginas el viernes)., SXMINFO: Periódico en línea desde junio de 2010 - En francés y algunos artículos en inglés - Presente en Facebook, Twitter y boletín diario, Soualiga Post : Diario de San Martín y Sint-Maarten, con un boletín informativo en francés o inglés, Le 97150, periódico bimensual en San Martín.en formato papel, comunica información local y global en francés e inglés.

### Radio
Al igual que la prensa escrita la radio emite en su mayoría francés siendo las principales emisoras:
- Guadalupe 1re: una radio pública local
- Radio Transat: radio de música pop-rock emitida en FM a 105,9 MHz
- Radio Calypso: radio FM en 102.1 MHz
- Radio para jóvenes: radio FM en 92,5 MHz
- RDI FM: radio FM en 89,9 MHz.
- Radio SOS: radio FM en 95.9 MHz

### Televisión
Emite sobre todo en francés con fuerte influencia de medios de la Francia Metropolitana y Guadalupe, pero también con medios con programas en inglés y español, siendo los principales
- Guadalupe 1re: cadena de televisión pública local
- IO TV: canal de televisión local privado
- Carib'inTV: canal privado de televisión trilingüe (francés, inglés y español) de interés general común a San Martín y San Bartolomé
- France 2, France 3, France 4, France 5
- France Ô
- France 24
- Arte

Carib'inTV es un canal generalista que emite noticias locales e internacionales, deportes, el tiempo, programas de debate de producción local, documentales, entretenimiento local, series de televisión y dibujos animados básicamente en francés. Su programación es una mezcla de lo mejor de la programación caribeña, y la CSA ha autorizado la emisión de algunos programas en inglés y español.
Todas las noches se emite un noticiero nacional, seguido de un resumen de la actualidad internacional antes de la emisión de un telediario en imágenes sobre las Islas del Norte.

## Deportes

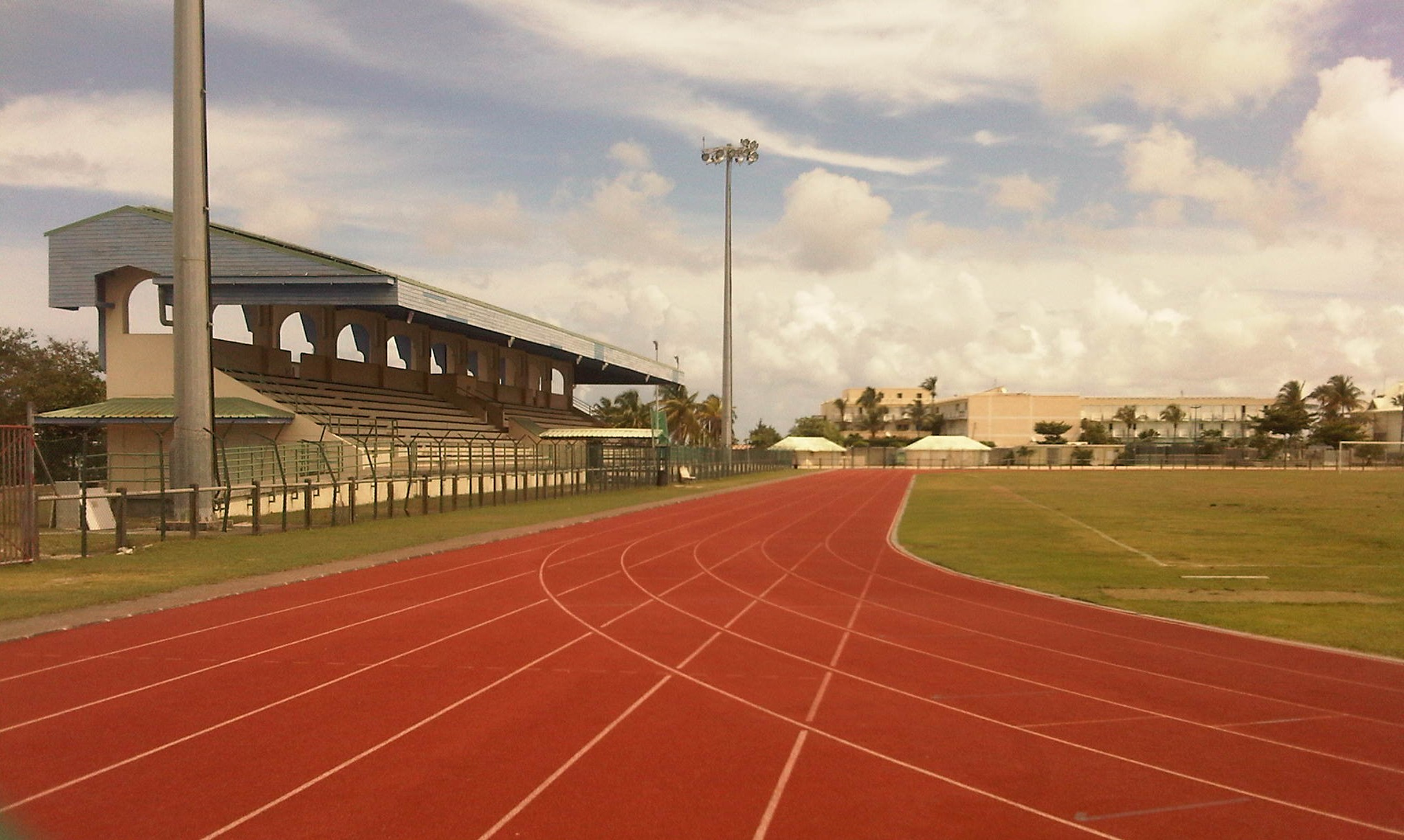
El estadio Alberic Richards en Marigot, San Martín

El deporte más popular en la isla es el fútbol. La selección de fútbol de San Martín es el equipo representante de la comunidad y, aunque está asociado a la Concacaf, no es un miembro de la FIFA. El recinto deportivo más importante del territorio es el Estadio Alberic Richards en Marigot la capital.
San Martín jugó su primer partido para una competición oficial durante la fase de clasificación para la Copa del Caribe de 1990 contra el equipo de las Islas Vírgenes Británicas, ganando por 3-0. Venció además a Anguila (4-0) y a las Islas Caimán (8-3 en el global) para pasar a la última ronda de clasificación, donde no pudo avanzar, al perder 1-0 contra Jamaica en el partido decisivo de la liguilla.
San Martín no participaría en los siguientes nueve torneos de la Copa del Caribe, antes de regresar en el proceso de clasificación de 2001, venciendo a Anguila y Montserrat antes de terminar a seis puntos de Cuba en la ronda final de clasificación. En la fase de clasificación de 2005, San Martín no pudo pasar de la primera ronda de clasificación, perdiendo estrepitosamente ante Jamaica (12-0). De 2007 a 2012, San Martín fue eliminado en la primera ronda en todas las competiciones de clasificación.
En agosto de 2014, San Martín jugó un amistoso contra las Islas Vírgenes Británicas, el primer partido del territorio desde 2012. En ese momento, el presidente de la SMFA, Fabrice Baly, anunció un proyecto de 3 años para volver plenamente al fútbol internacional caribeño. Estableció como objetivos a largo plazo atraer la atención de los reclutadores internacionales y clasificarse para la Copa de Oro de la CONCACAF de 2017. San Martín se retiró de la clasificación para la Copa del Caribe de 2017, poniendo fin al proyecto que había iniciado Baly.
En 2019, San Martín entró en la clasificación de la primera Liga de Naciones de la CONCACAF, perdiendo sus cuatro partidos y terminando en el último lugar de la clasificación, lo que le situó en la Liga C, donde terminó tercero, a tres puntos de la clasificación para la Liga B.
El Comité de Rugby de Guadalupe (Comité de rugby de Guadeloupe) es un organismo federal dependiente de la Federación Francesa de Rugby (Fédération française de rugby) y se encarga de organizar las competiciones de rugby union y sevens en Guadalupe, así como en San Bartolomé y San Martín. San Martin posee 2 equipos de rugby el Archiball Rugby West y el Saint-Martin rugby union Indies.